# Hunebedden in Duitsland

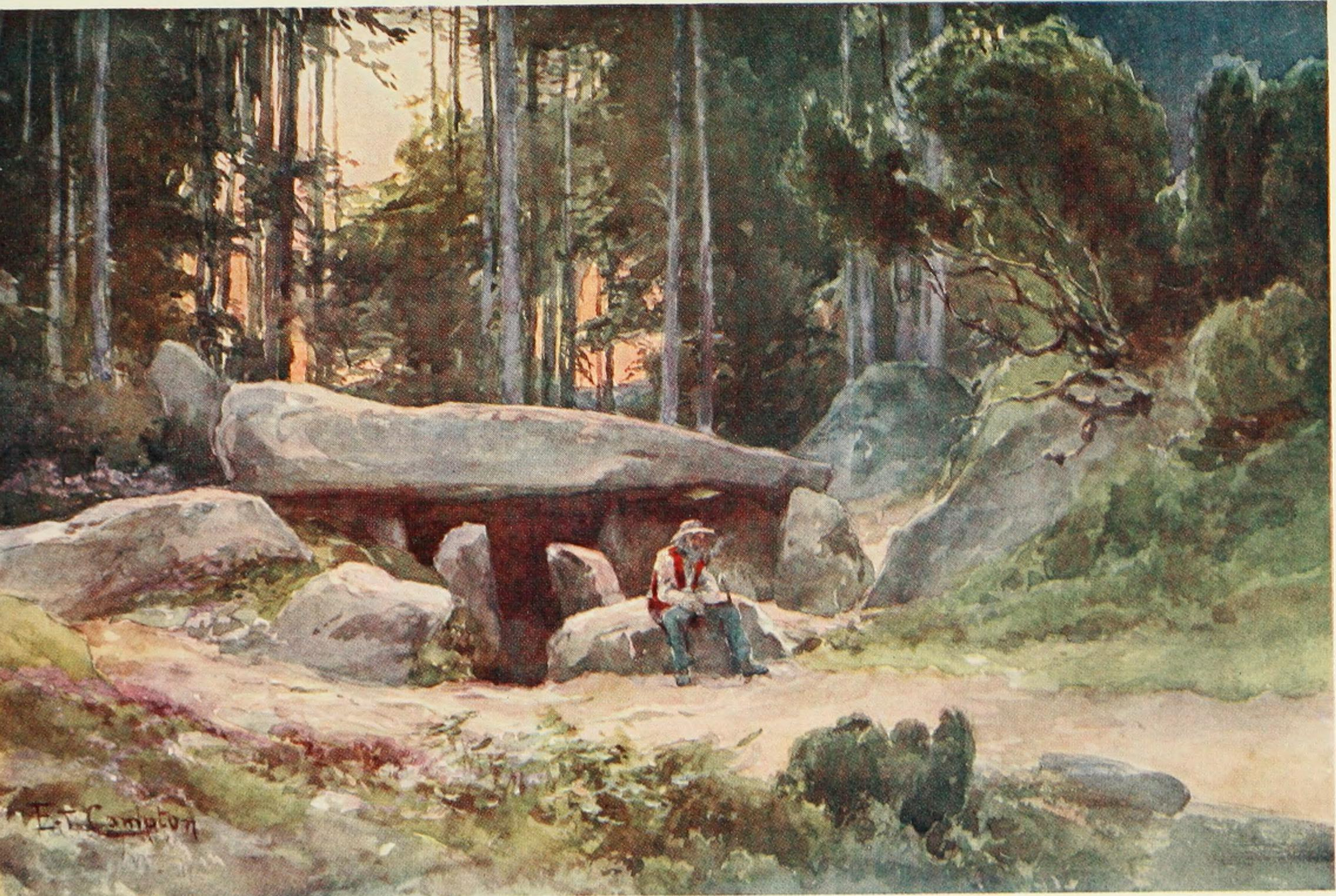
Afbeelding van een hunebed op de Lüneburger Heide, Edward Theodore Compton, 1912

De hunebedden in Duitsland (Duits: Großsteingrab, Hünengrab, Hünenbett, Hünensteine, Steinsetzung, Riesenbett, Megalithgrab, Steintisch of Großsteingrab) stammen, evenals de hunebedden in Nederland en Denemarken, uit de periode van de trechterbekercultuur.
Ook in Duitsland zijn in de loop der eeuwen veel hunebedden gesloopt, toch zijn er nog een indrukwekkend aantal (overblijfselen van) hunebedden te vinden.
Op veel wapens worden hunebedden afgebeeld, zie de lijst van wapens met een hunebed in Duitsland.

## Aantal hunebedden op Duits grondgebied
Veel gegevens over de Duitse megalieten werden verzameld in de Atlas der Megalithgräber Deutschlands van Ernst Sprockhoff, hij gaf de bouwwerken op het Duits grondgebied ook nummers die tegenwoordig nog altijd worden gebruikt. Niet alle hunebedden in Duitsland hebben een Sprockhoff-nummer. Sprockhoff bezocht niet alle hunebedden die in zijn boek vermeld zijn zelf, hij kreeg veel gegevens van personen die nabij een hunebed gelokaliseerd waren (zoals pastoors of onderwijzers).
In Duitsland werden in 1939 binnen de toenmalige grenzen nog 900 hunebedden geteld. Er zijn echter veel meer (overblijfselen) van hunebedden op het huidige Duitse grondgebied te vinden. In 2022 rondde Willem Donker een tienjarig project af waarin hij alle locaties met hunebedden in Duitsland bezocht, dit was nog nooit eerder door één persoon gedaan. Hij fotografeerde de (overblijfselen van) meer dan 1350 (voormalige) hunebedden en nam de maten en coördinaten op. Zijn collectie is gepubliceerd op een speciale website die hiervoor is ingericht, onderdeel het Hunebed Museum in Borger.

## Geschiedenis en onderzoek

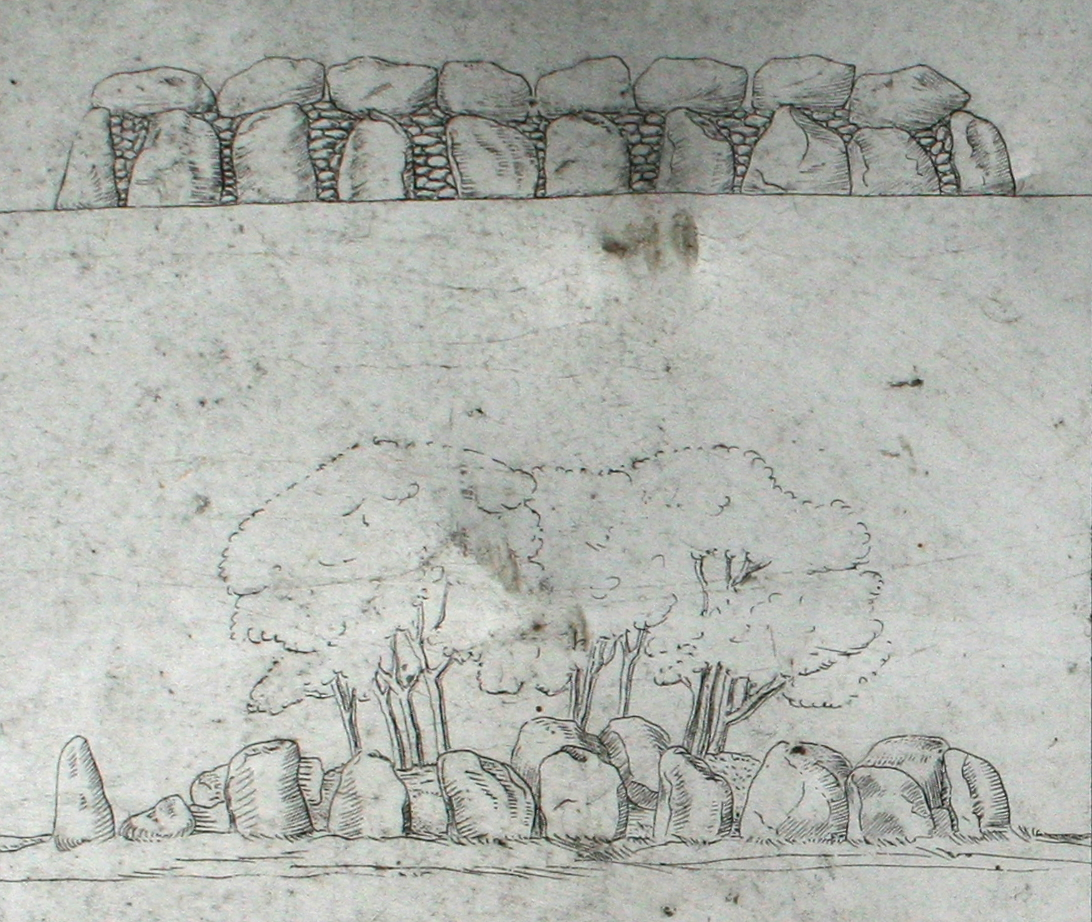
Großsteingrab von Jeggen; veronderstelling van het uiterlijk van het oorspronkelijke bouwwerk (boven) en de toestand van het bouwwerk tijdens het onderzoek van Ernst Sprockhoff (onder)

De bouw van de hunebedden wordt gedateerd tussen 3500 en 2800 v. Chr. In Duitsland zijn de hunebedden gebouwd door de trechterbekercultuur en de Wartbergcultuur (ook wel Kragenflaschenkultur genoemd). De hunebedden in Nedersaksen behoren, net als de hunebedden in Nederland, tot de westgroep van de trechterbekercultuur.
Bij bepaalde hunebedden werd in vroeger dagen recht gesproken, zoals bij Großsteingrab Gerichtsstätte en Denghoog (ding-hoogte; zie ook ding). Het kwam vaak voor dat hunebedden werden gebruikt als verzamelplaats voor vergaderingen en als rechtbank. De hunebedden in Eemsland en in de buurt van Osnabrück liggen vaak langs oeroude handelswegen.

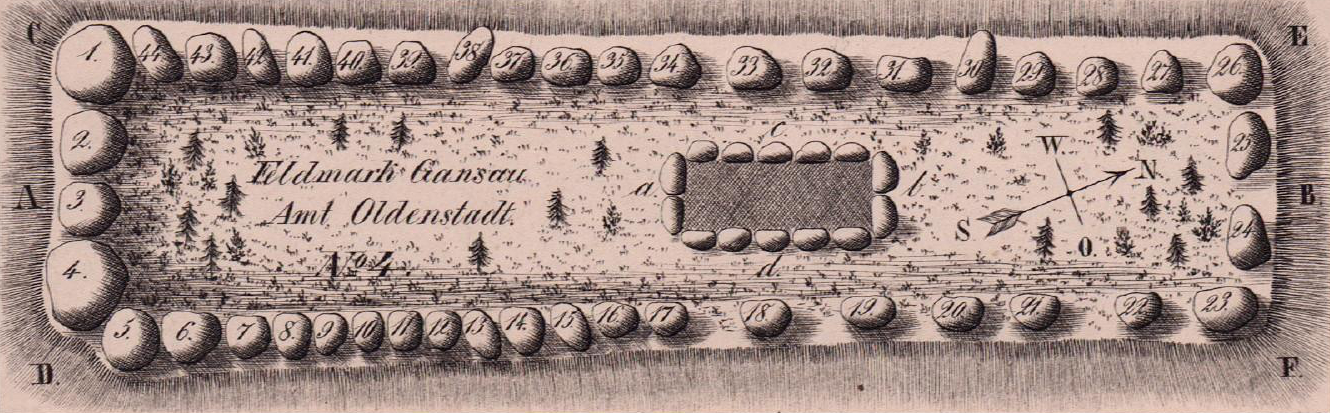
Het (inmiddels vernietigde) Großsteingrab Hanstedt II 1, Sprockhoff-No. 772
Georg Otto Carl von Estorff, Heidnische Alterthümer der Gegend von Uelzen im ehemaligen Bardengaue (Königreich Hannover), Hannover, 1846

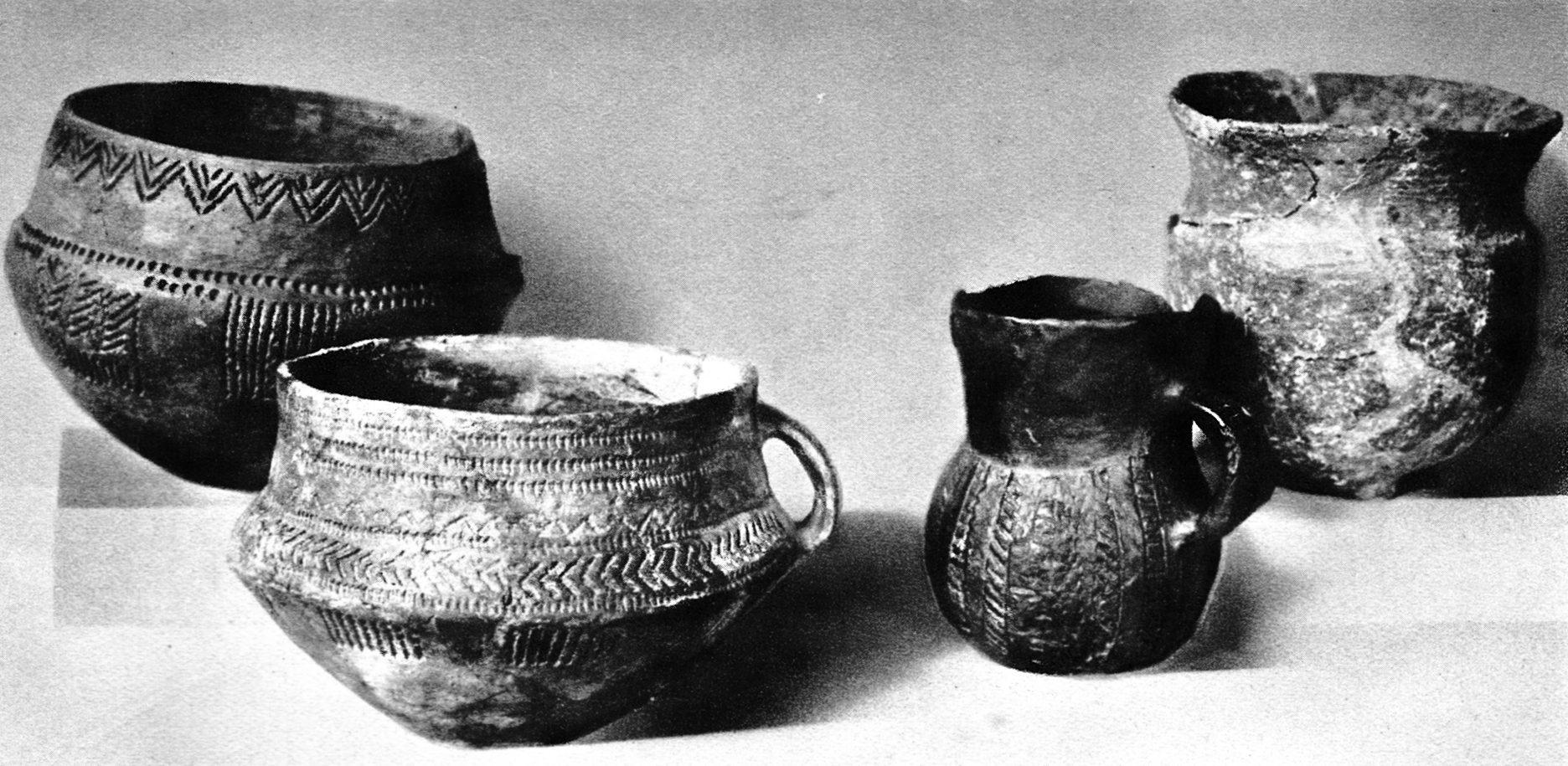
Megalithkeramik; keramiek gevonden in de hunebedden Sommerbeck bei Bleckede, Driehausen bei Osnabrück, Döse bei Ritzebüttel en Loccum bei Wunstorf, Carl Schuchhardt: Deutsche Vor- und Frühgeschichte in Bildern, 1936

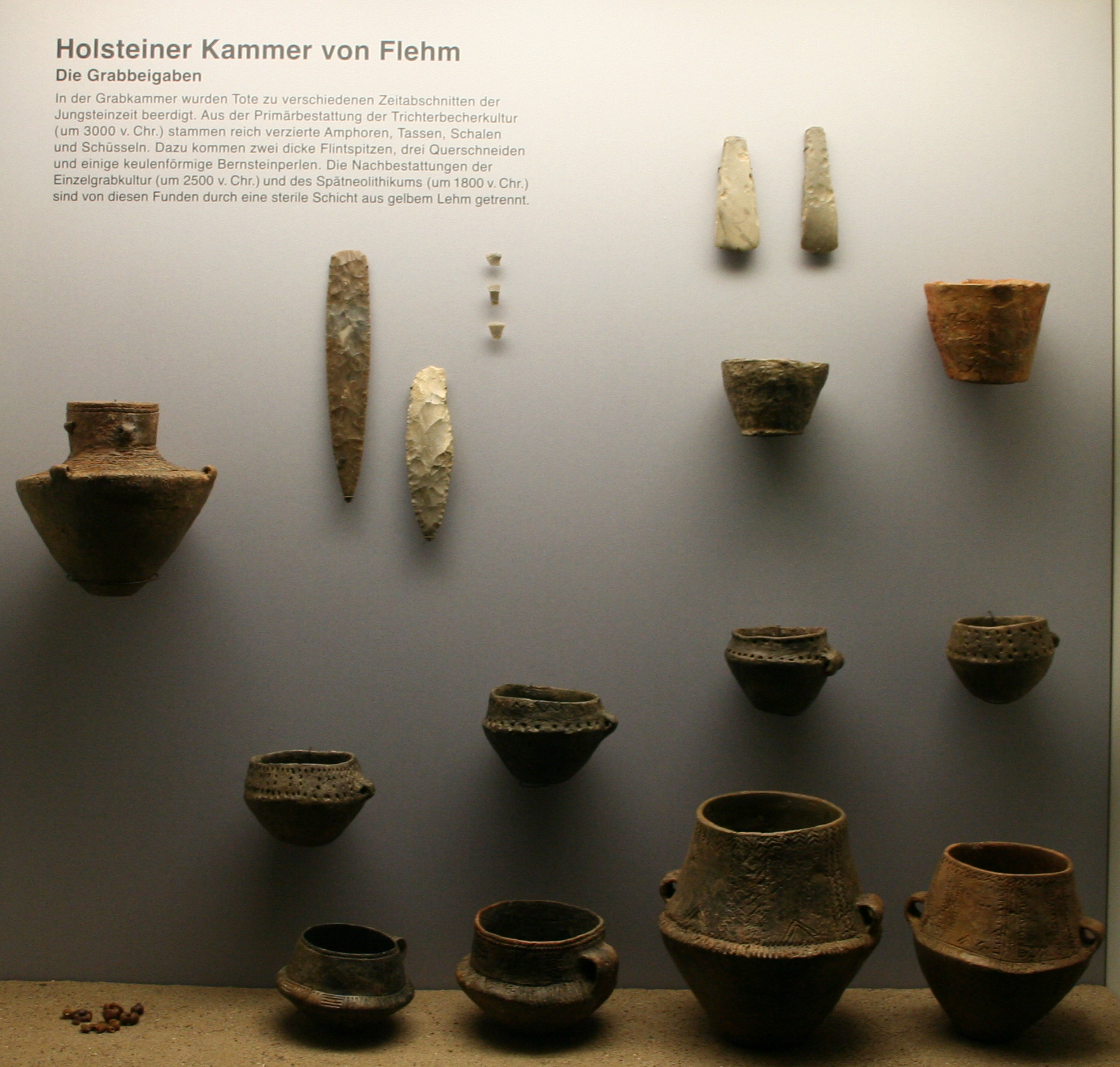
Grafgiften aangetroffen in graf 1 van de Hünengräberstraße des Hümmling, Archäologisches Landesmuseum Schloss Gottorf

In de 18e eeuw begon men te beseffen dat hunebedden belangrijke overblijfselen waren van de voorchristelijke tijd. Een van de oudste verordeningen in Duitsland is die van das Oldeburger Denkmalschutzgesetz uit 1819. Hunebedden werden aangekocht en beschermende maatregelen werden genomen. Het werd verplicht om een korte beschrijving van de hunebedden in de districten te maken. Naast aankoop van de grond werd de directe omgeving beplant om de bouwwerken te beschermen. Vanaf 1820 werden aarden wallen opgeworpen rond de bouwwerken.
In Duitsland zijn diverse onderzoeken uitgevoerd met betrekking tot hunebedden. Al in 1841 legde Johann Karl Wächter statistische gegevens over heidense gedenktekenen in het koninkrijk Hannover vast. G.O.C. von Estorff voerde een professioneel en grafisch interessant onderzoek uit in 1846. In 1893 publiceerde J. Reimers eerder onderzoek van J.H. Müller; Vor- und frühgeschichtliche Alterthümer der Provinz Hannover.
In 1914 legde Karl Hermann Jakob Friesen (destijds Direktorial-Assistent bij het Provinzialmuseum Hannover en later directeur van het Niedersächsisches Landesmuseum Hannover en oprichter van het Niedersächsischer Landesverein für Urgeschichte) de hunebedden op een wetenschappelijke systematische manier vast, maar door WOI werd zijn werk onmogelijk gemaakt. Ernst Sprockhoff ging verder met deze werkzaamheden in 1926.
In Duitsland zijn geen botresten aangetroffen, dit kan komen door de eigenschappen van de grond waarop het hunebed gebouwd was. Wel zijn grafgiften aangetroffen, zoals Trichterbecher, steilwandige Becher, Schale, Kragenflasche en Schultergefäss. Daarnaast werden stenen werktuigen aangetroffen en in uitzonderlijke gevallen kralen van barnsteen (bijvoorbeeld in het Grosssteingrab bei Dötlingen en het Grab von Emmeln).
Er zijn secundaire begravingen en kogelamforen van de kogelamforacultuur aangetroffen in hunebedden ten westen van de Elbe.

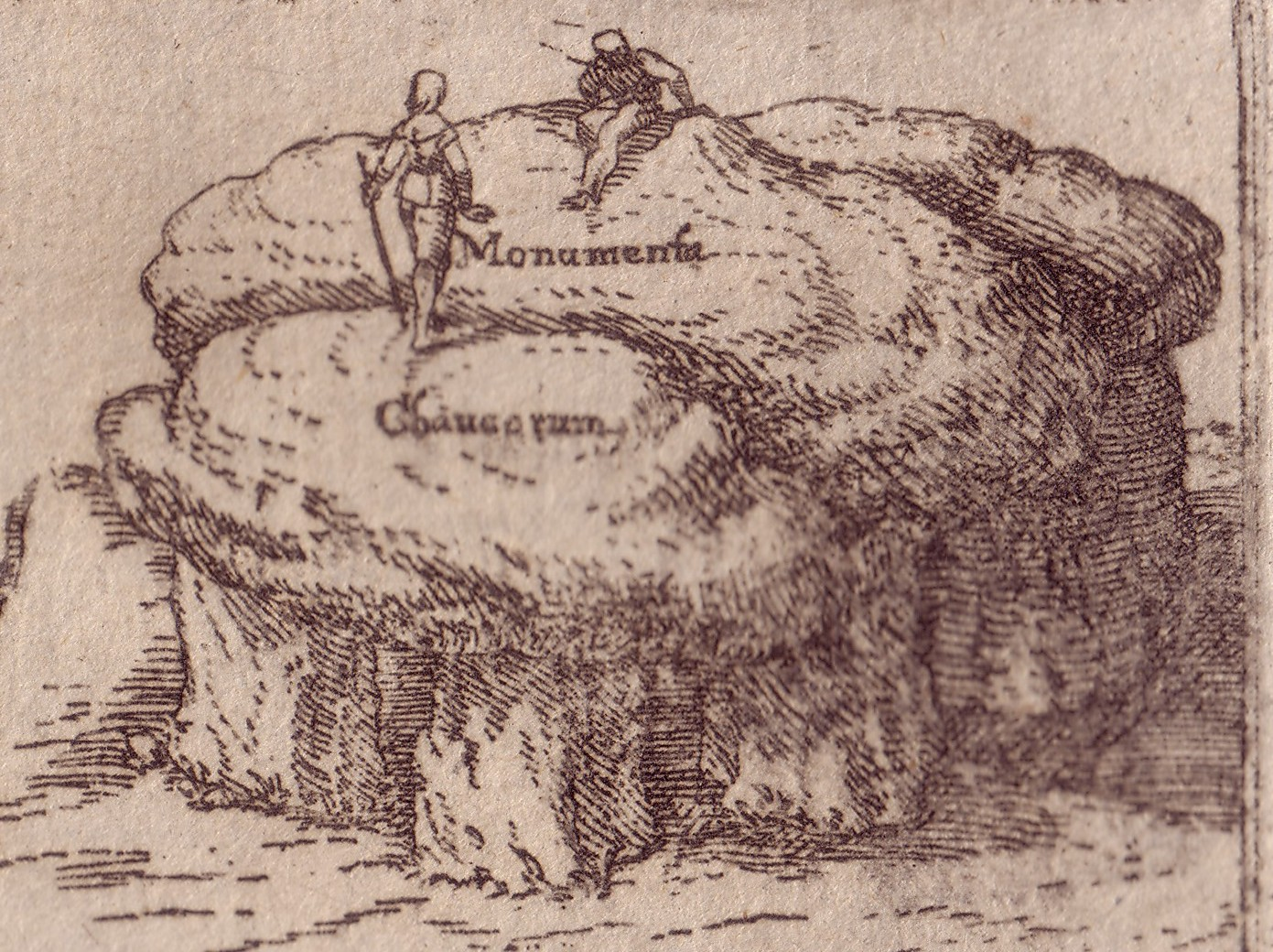
Oudste afbeelding van het Bülzenbett, 1604
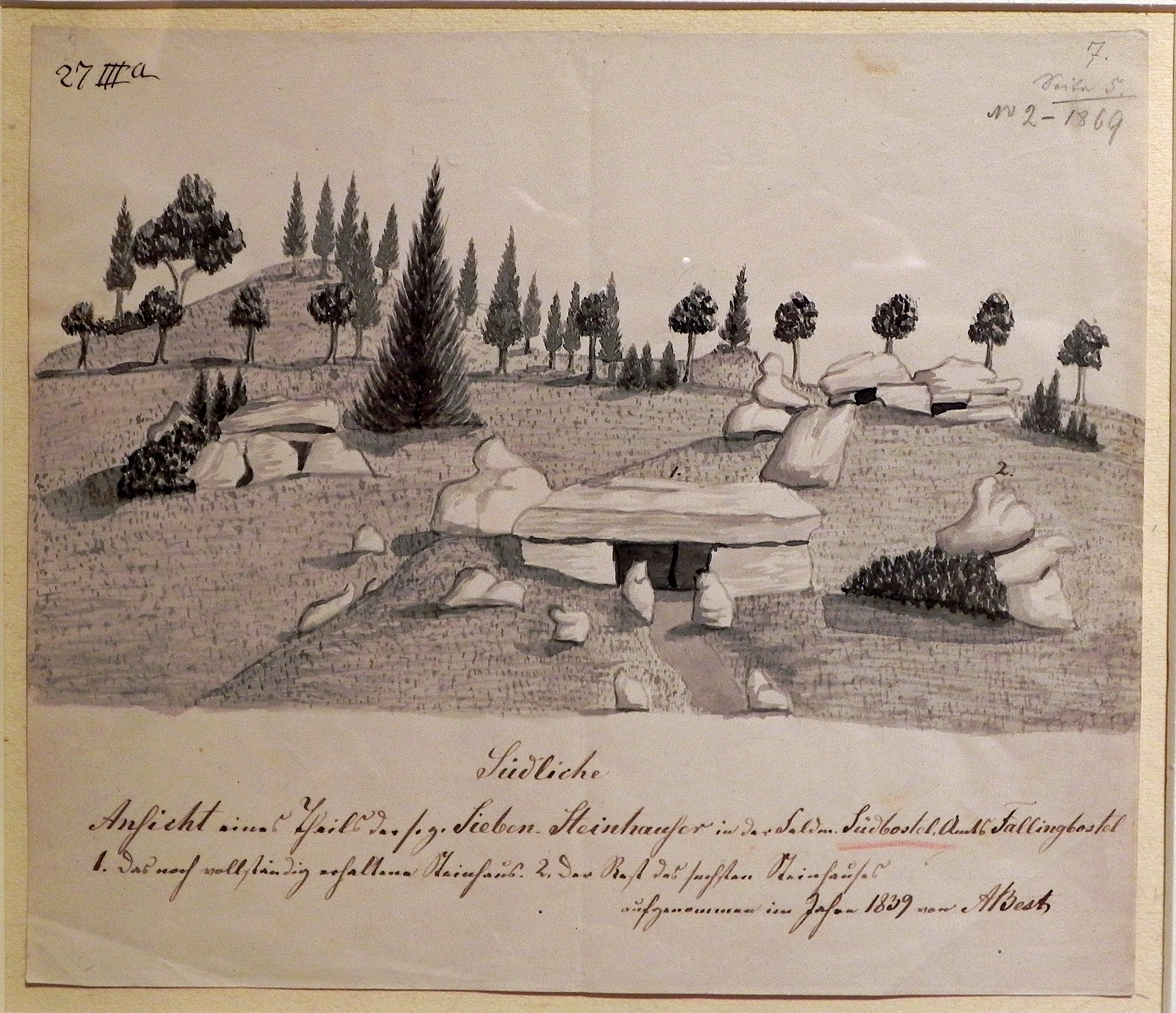
Afbeelding van de Sieben Steinhäuser, 1839
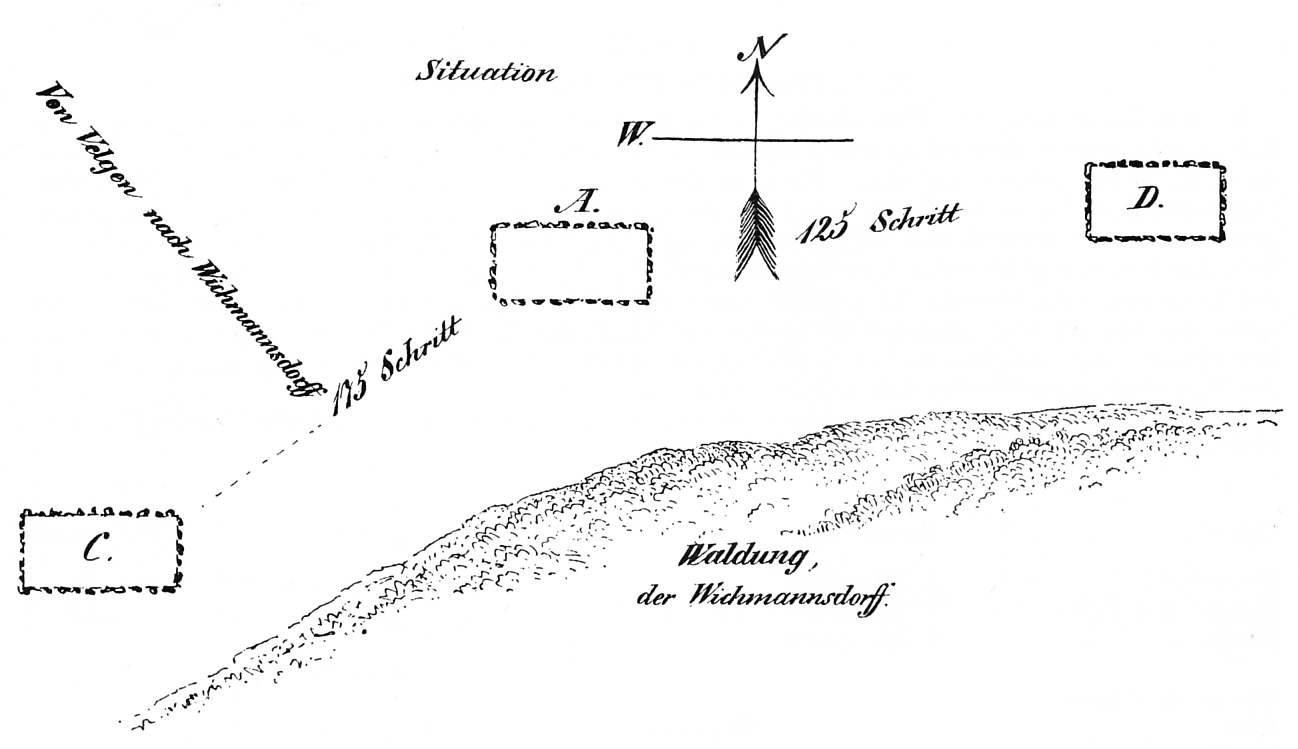
Johann Karl Wächter: Statistik der im Königreiche Hannover vorhandenen heidnischen Denkmäler. Historischer Verein für Niedersachsen, Hannover, 1841
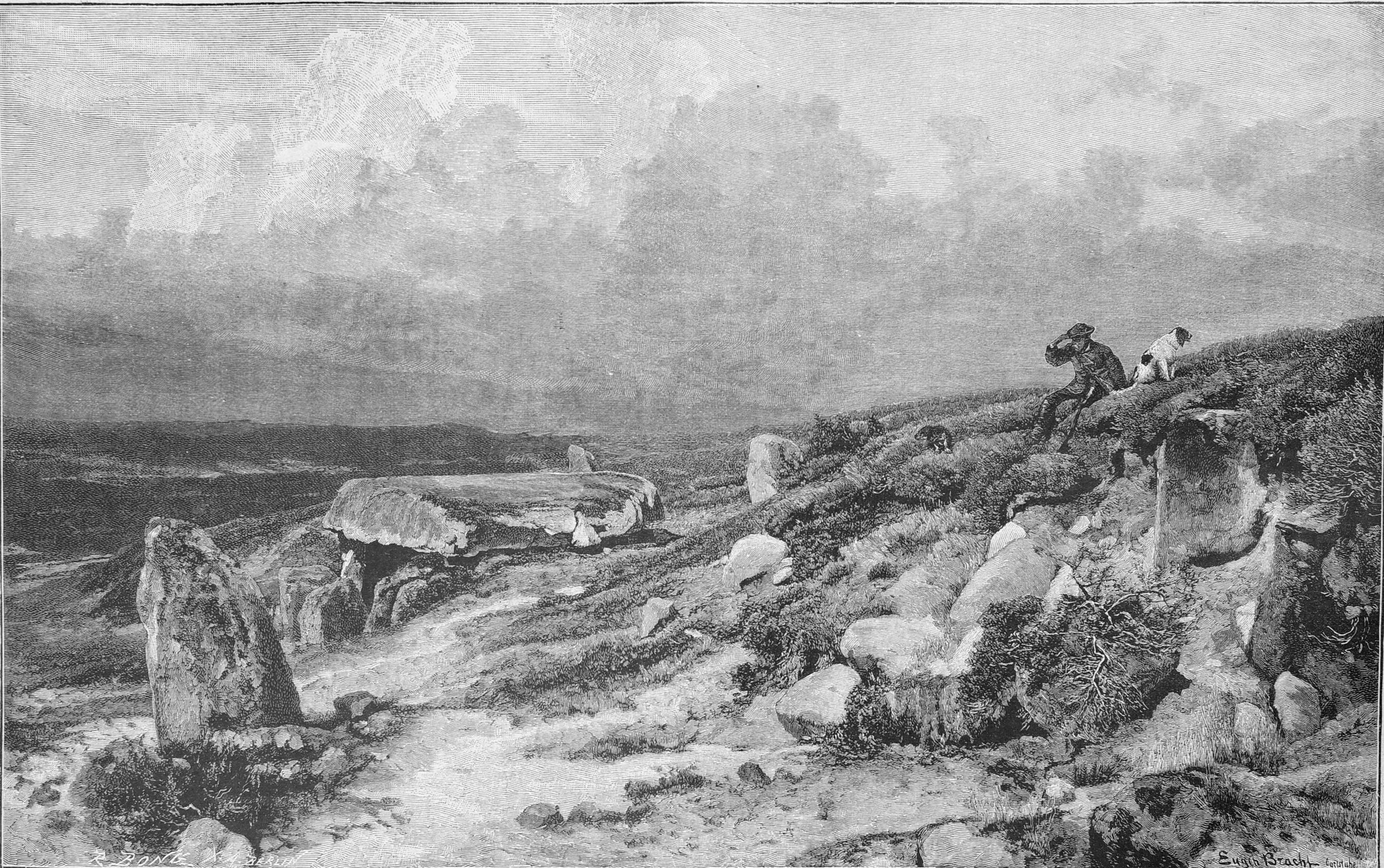
Afbeelding van een hunebed op de Lüneburger Heide, 1896
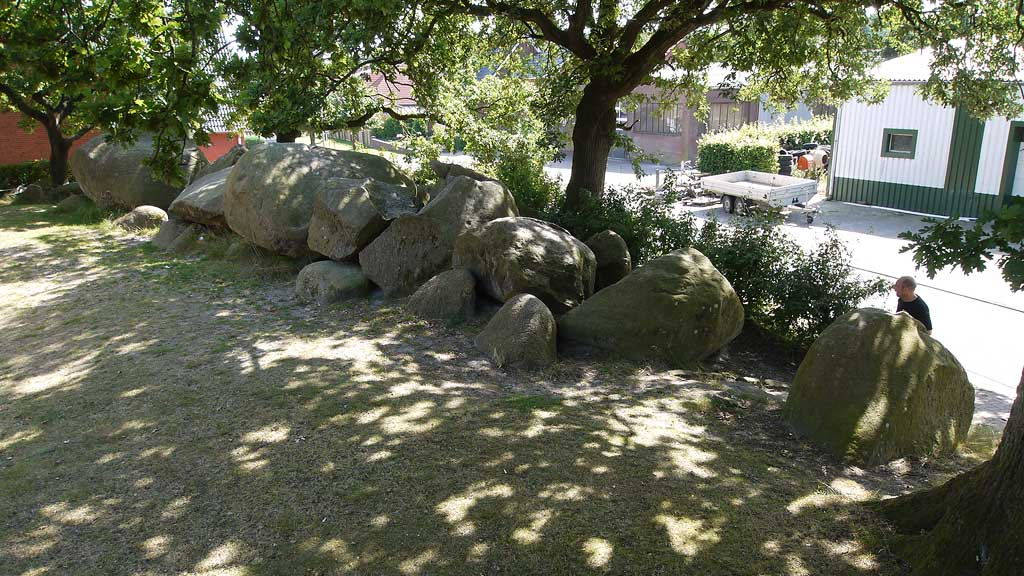
Het goed bewaard gebleven Steenhus von Börger ligt in de bebouwde kom van Börger, 2013

## Vernietiging

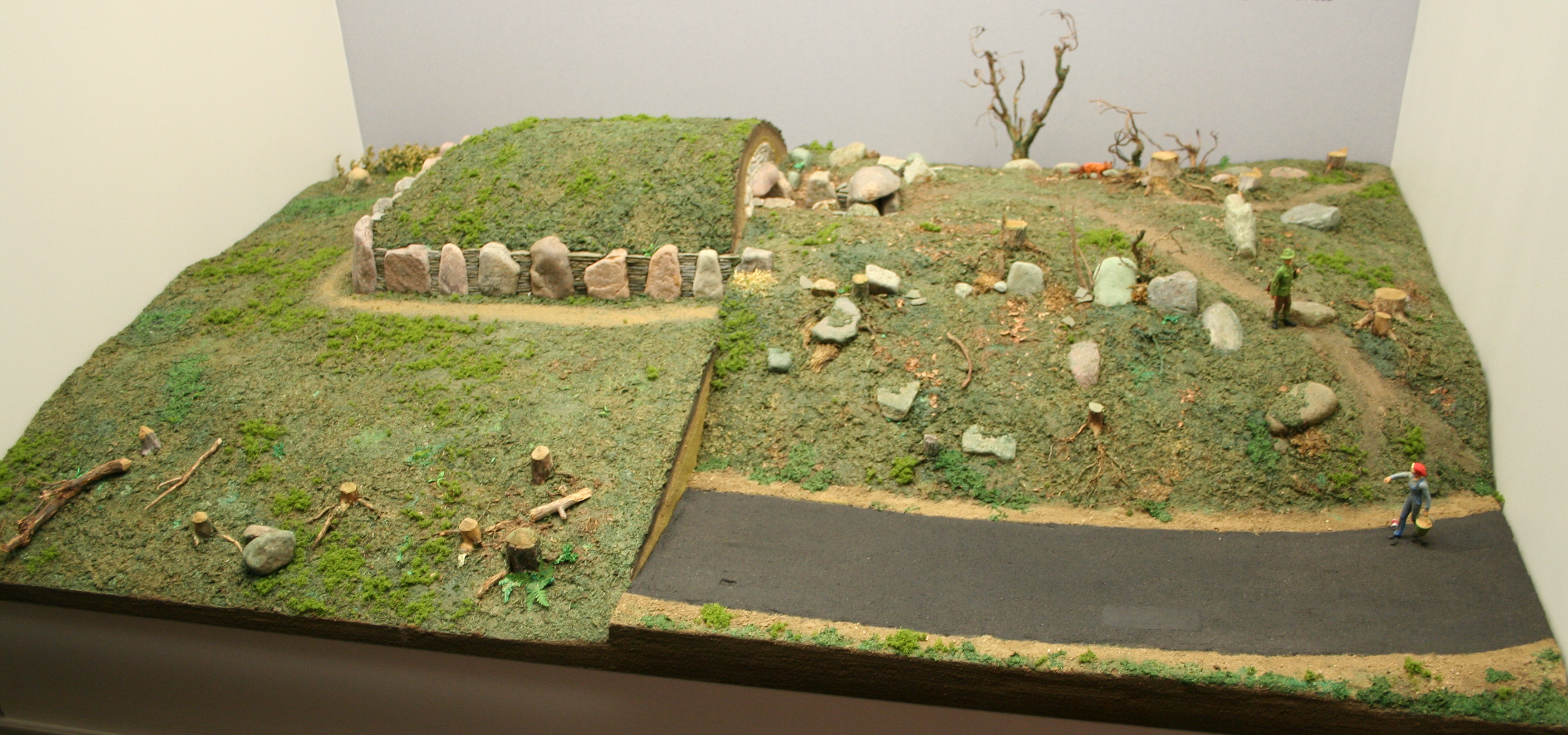
Model van graf 1 van de Großsteingräber bei Flehm in Landesmuseum Schloss Gottorf, links het uiterlijk van het originele hunebed en rechts de toestand van het bouwwerk in de tegenwoordige tijd

De hunebedden en andere megalieten speelden nog een belangrijke rol in de religie van de Germaanse stammen die nog niet bekeerd waren en ze moesten worden verwoest. Zo beschrijft het Concilie van Nantes uit 758 dat alle megalietgraven moeten worden gesloopt en de resten uit het zicht moesten verdwijnen door ze te begraven. Ook Karel de Grote riep in 789 vanuit Aken op om de hunebedden te verwoesten.

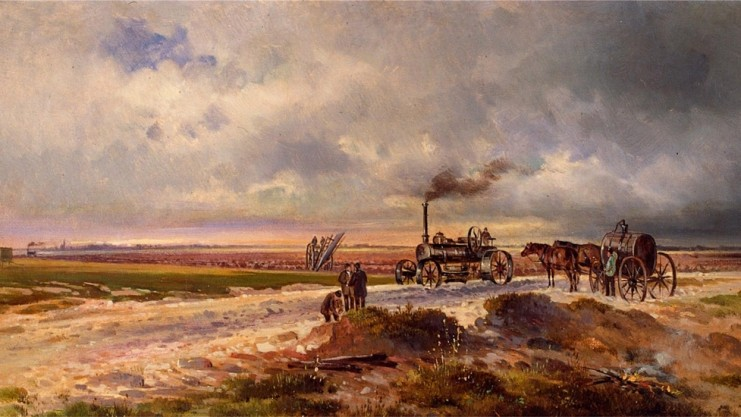
Ploegen met behulp van een stoomploeg op de Hümmling in het Emsland, Friedrich Zeller, ca. 1880

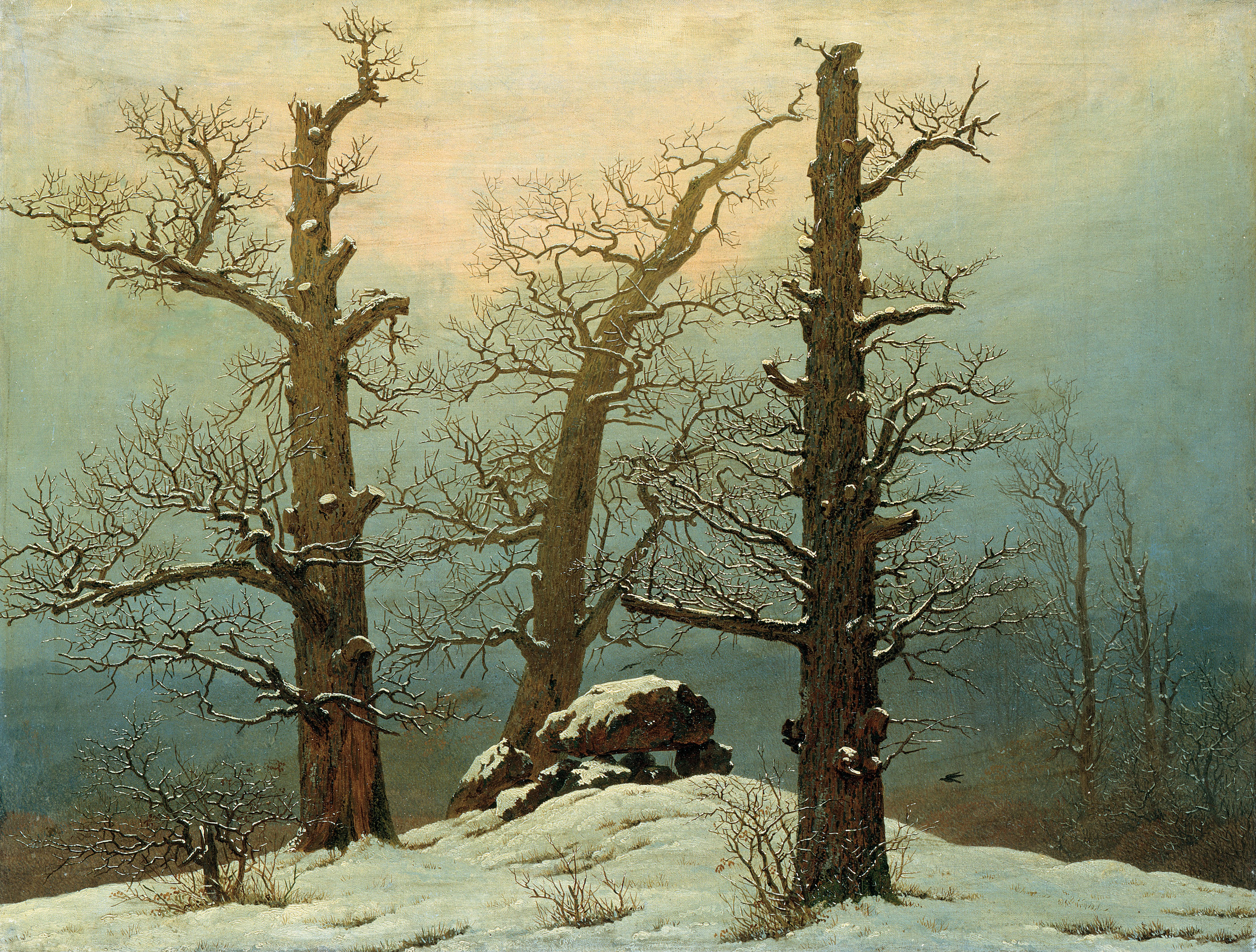
Caspar David Friedrich schilderde dit, inmiddels verdwenen, hunebed met drie oude eiken. In 1818 liet de burgemeester van Gützkow (Johann Balthasar Pütter) het hunebed, dat in de volksmond 'Opferstein' genoemd werd, opblazen.

Ook in Duitsland zijn inmiddels veel hunebedden verdwenen (zie ook hunebedden in de huidige tijd). In 1846 telde Georg Otto Carl baron van Estorff bijvoorbeeld 219 hunebedden in de omgeving van Uelzen. In zijn Heidnische Alterthümer der Gegend von Uelzen im ehemaligen Bardengaue (Königreich Hannover) waren ook tekeningen van de bouwwerken opgenomen. Er zijn van deze 219 nog 17 in het gebied bewaard gebleven.
In 1845 meldde boswachter Nägelein dat er diverse hunebedden waren beschadigd door de aanleg van wegen. Op 14 maart 1881 maakte het Staatsministeriums des Herzogtums Oldenburg bekend dat er een geldboete van 150 Mark werd geheven als een hunebed zou worden beschadigd. Ondanks deze maatregelen verdwenen meerdere hunebedden en werden andere hunebedden gedeeltelijk aangetast. De stenen werden gebruikt voor de bouw van kerken, vestingswerken en wegen.
Na 1895 verdwenen veel hunebedden in het hertogdom Oldenburg; G. Sello tekende 150 stuks op een kaart en hiervan waren nog 56 over op de kaart van E. Sprockhoff (postuum uitgegeven in 1975). In het noordoosten van Oldenburg zijn geen sporen van hunebedden aangetroffen.
Stenen van Hünensteine von Steinkimmen III werden gebruikt voor het fundament van het mausoleum op het Gertrudenfriedhof in Oldenburg.

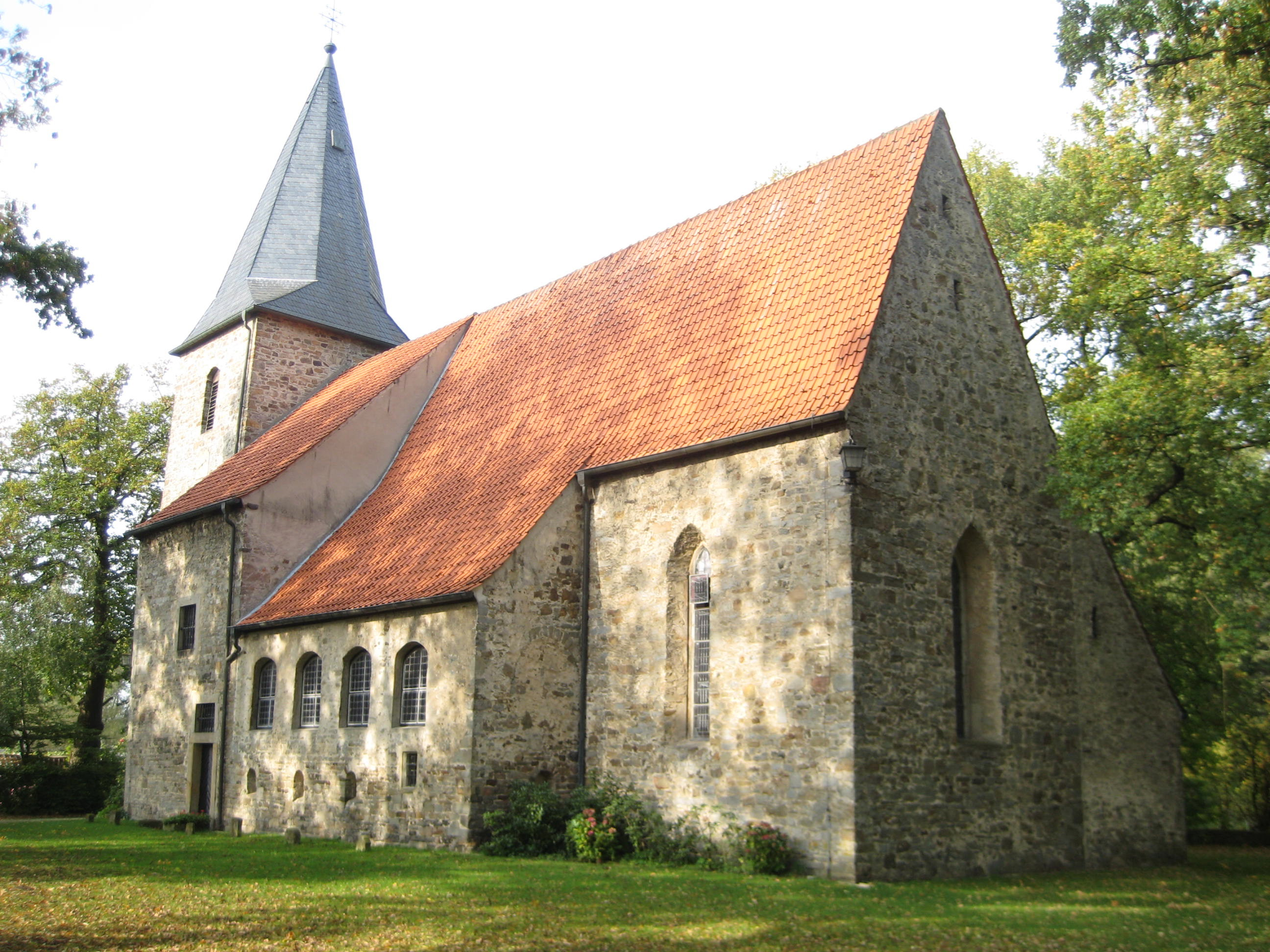
De Oude St. Alexanderkerk in Wallenhorst is gebouwd op een fundament van stenen afkomstig van een hunebed
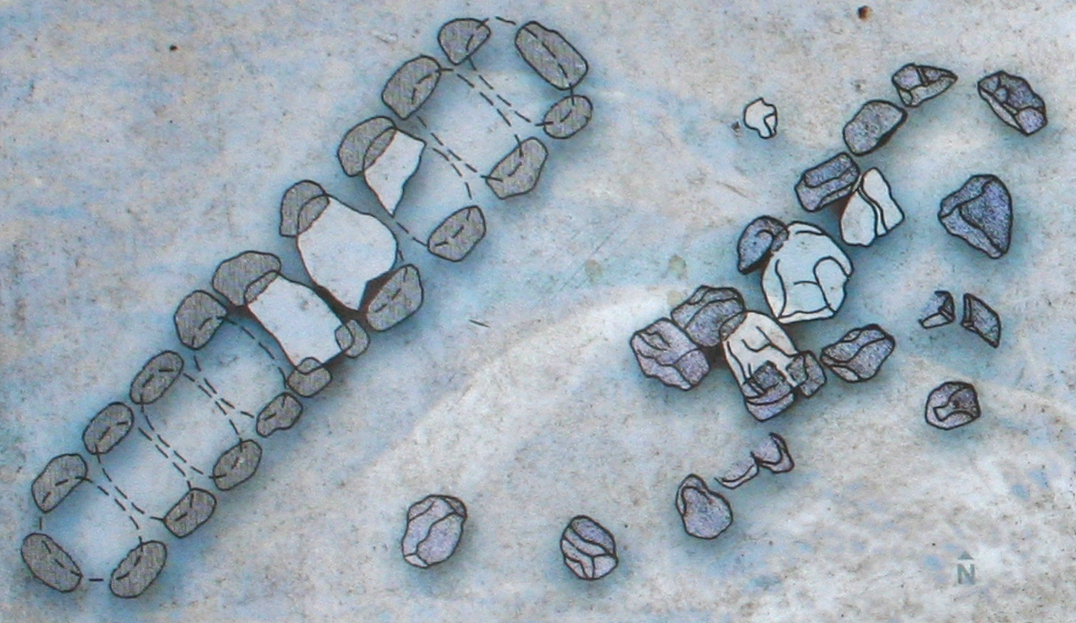
Links een reconstructie van Großsteingrab Stenum en rechts de huidige staat van het bouwwerk
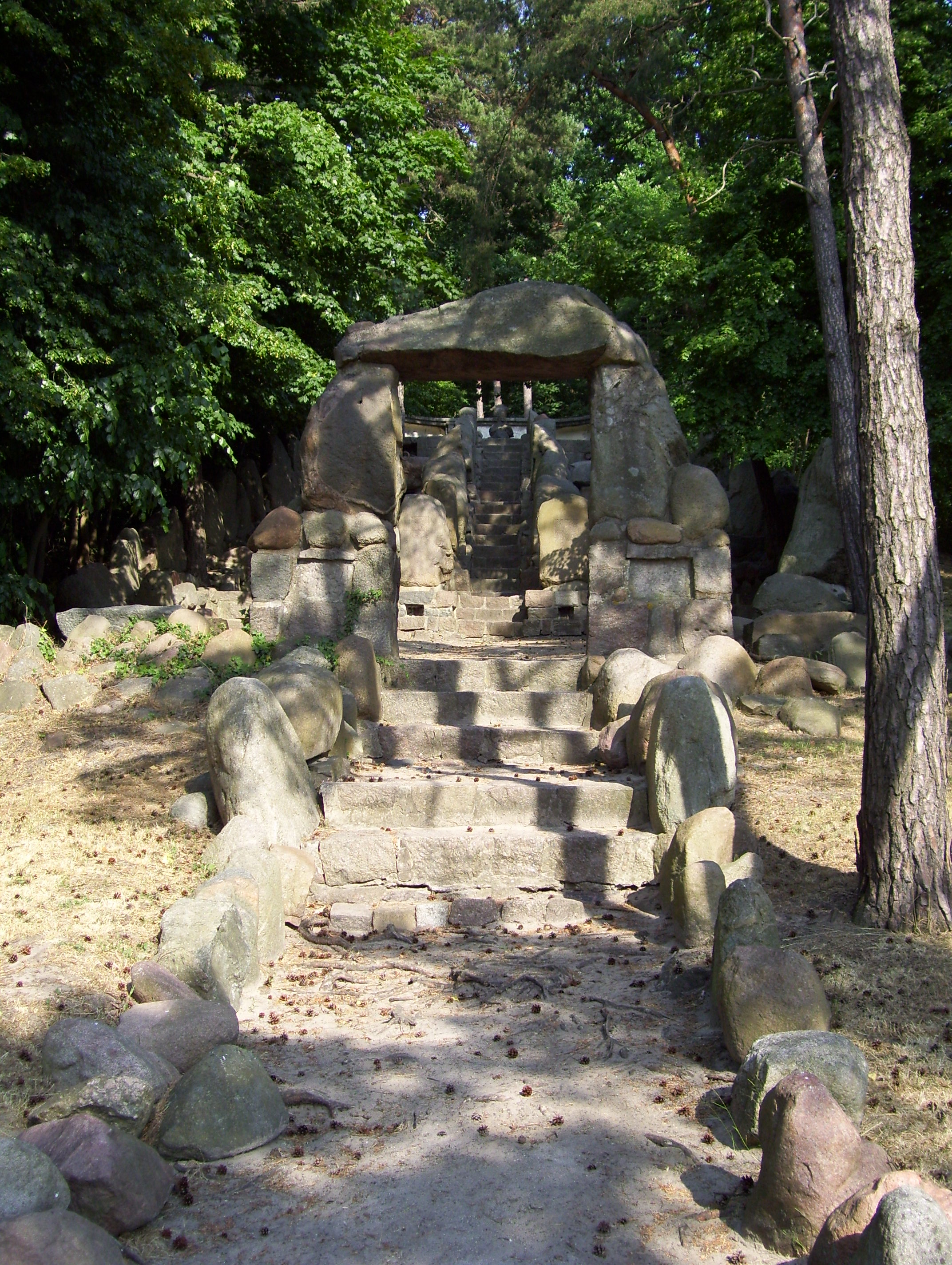
Het Ulanendenkmal in Demmin werd in 1923/1924 gebouwd met de stenen van hunebedden uit de omgeving, het Großsteingräber bei Quitzerow werd hiervoor zelfs volledig afgebroken
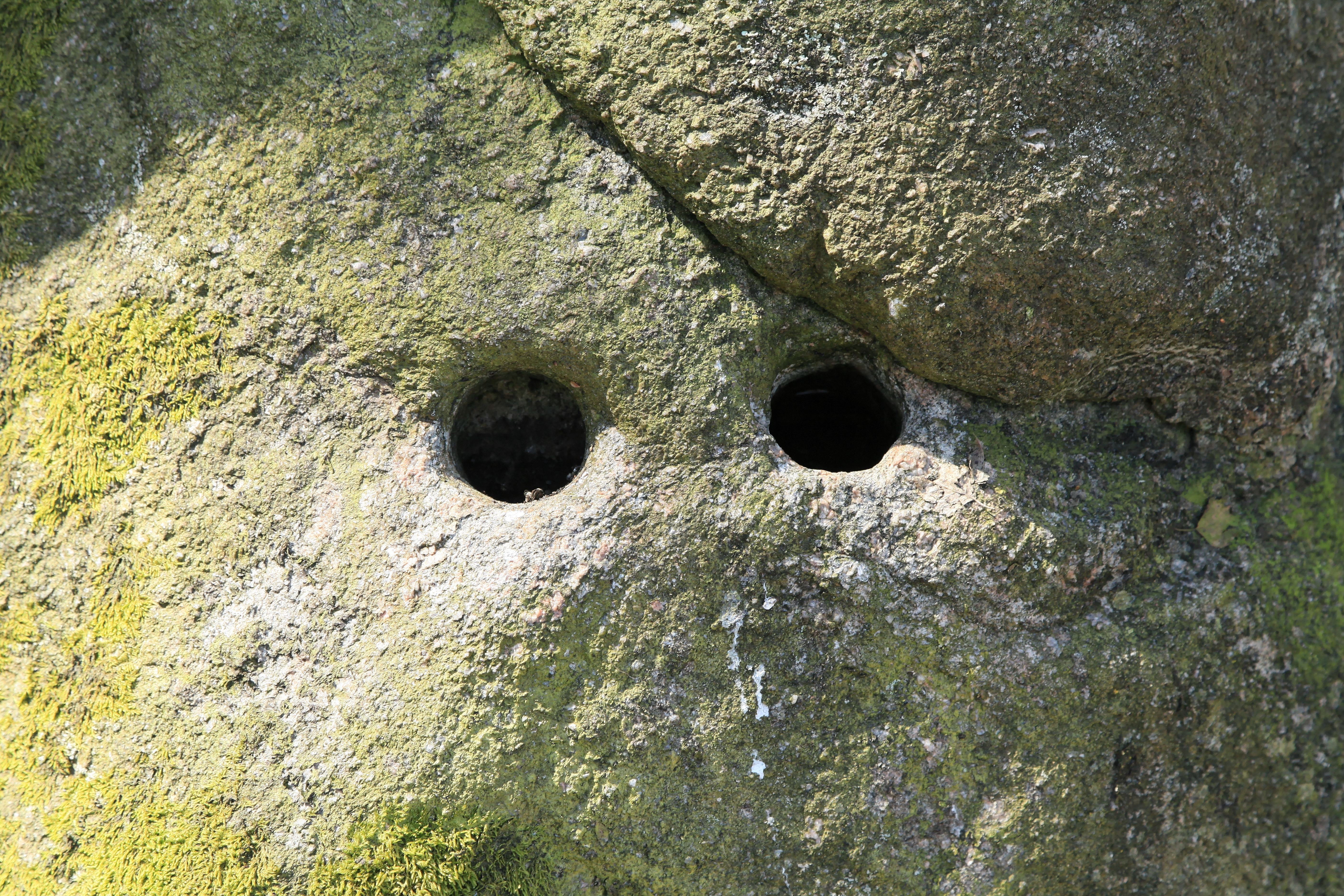
Boorgaten (om te kloven) in een van de stenen van Großsteingrab Groß-Stavern 1

## Benaming, volksgeloof en volksverhalen
In Duitsland wordt de term hunebed (Hühnenbett) gebruikt voor een grafkamer die omringd wordt door een rechthoekige krans en Dolmen wordt ook voor een specifieke bouwvorm gebruikt. De in Noord-Duitsland populaire naam "Hünengrab" is afgeleid van het Middelhoogduitse "hiune" en de Nederduitse "Hune", met de betekenis van "reus". Zelfs in de 17e eeuw werd in de literatuur algemeen aangenomen dat het hier ging om "graven van de reuzen". Een andere verklaring is dat de naam mogelijk verwijst naar Hūnen wat "Saksen" of "Westfalen" betekent.
Meerdere hunebedden hebben een naam, zoals het Steenhus von Börger, Räuberhauptmannsberg, Sundermannsteine, Steinofen, Bülzenbett, Zimmerberg, Poppostein, Taufstein, Herzogsgrab, Zägensteene, Siegsteine, Blutsteine, Heiligerstein, Oldendorfer Totenstatt, Kroatenhügel, Visbeker Braut en Visbeker Bräutigam. Aan de Hünengräberstraße des Hümmling ligt het Wappengrab (wapengraf; Groß Berßen VI), dit hunebed wordt afgebeeld op verschillende wapens. Er zijn ook andere hunebedden afgebeeld op wapens, zie lijst van wapens met een hunebed.

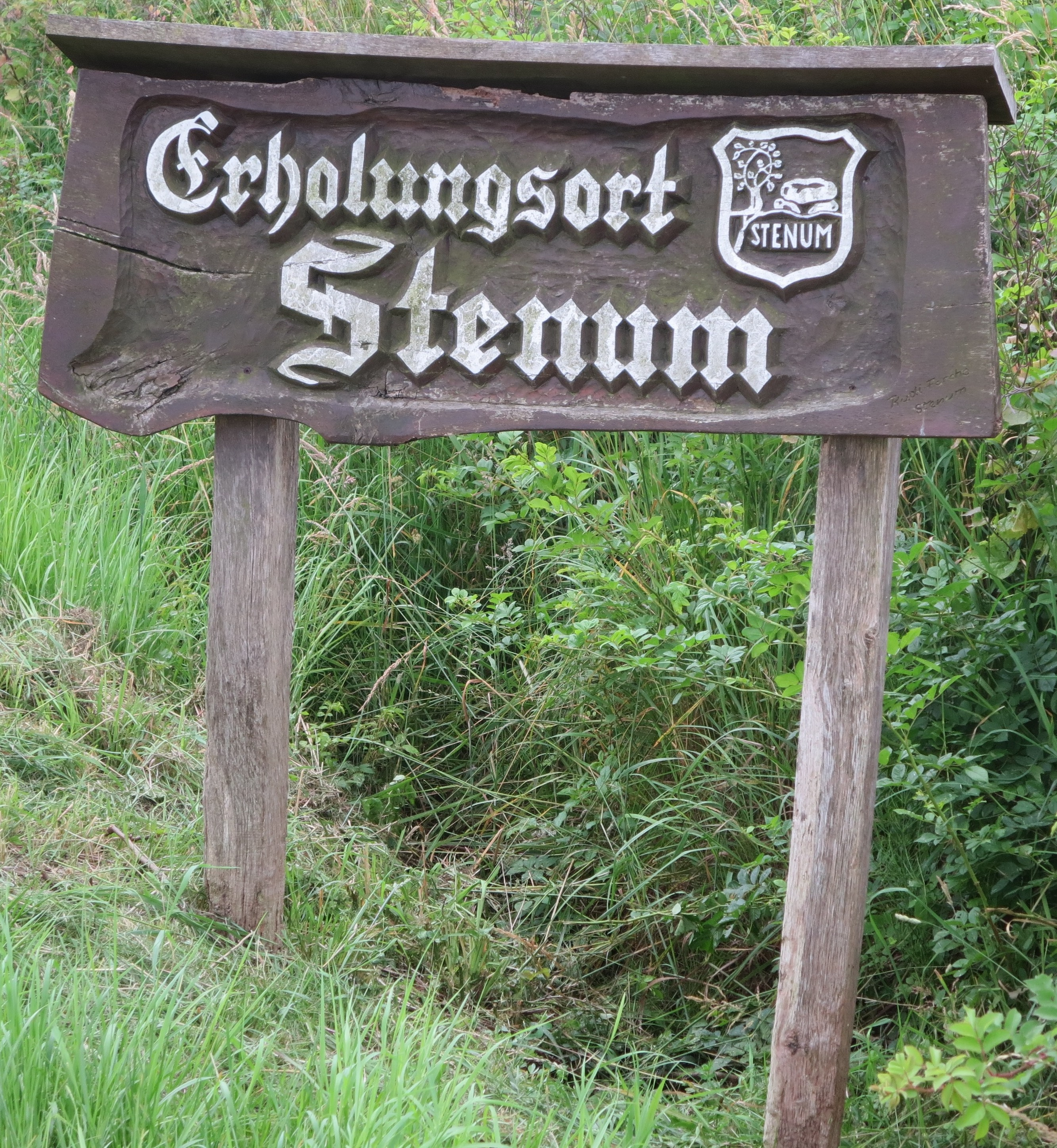
De plaats Stenum is vernoemd naar het hunebed, het bouwwerk wordt samen met de eik afgebeeld op het plaatsnaambord

Ook komt het voor dat plaatsen zijn vernoemd naar het hunebed, zoals bij de Große Steine von Stenum in Stenum.
Net als in Nederland worden hunebedden in Duitsland ook wel steenberg genoemd, zoals het Großsteingrab Steenberg.

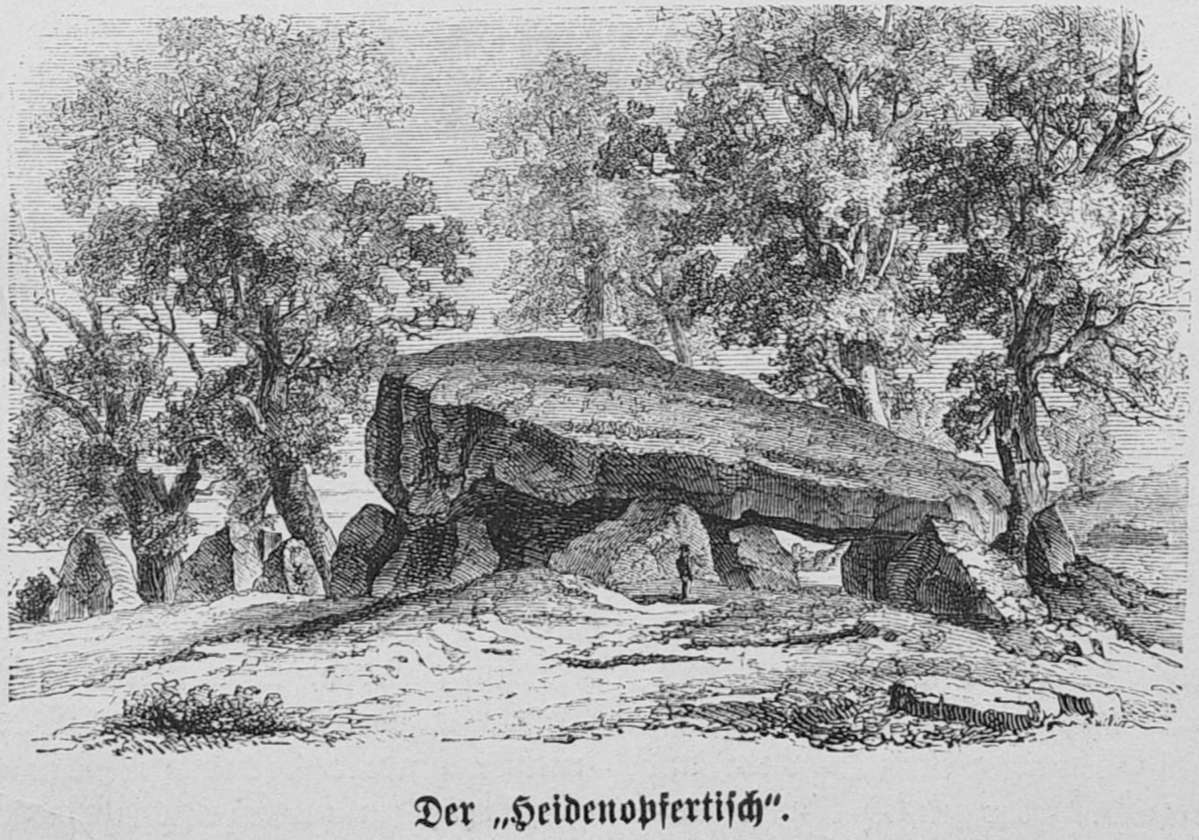
De Heidenopfertisch op een illustratie bij het artikel: Hünensteine im Oldenburgischen, Die Gartenlaube 1879, Johann Carl Wilhelm Aarland

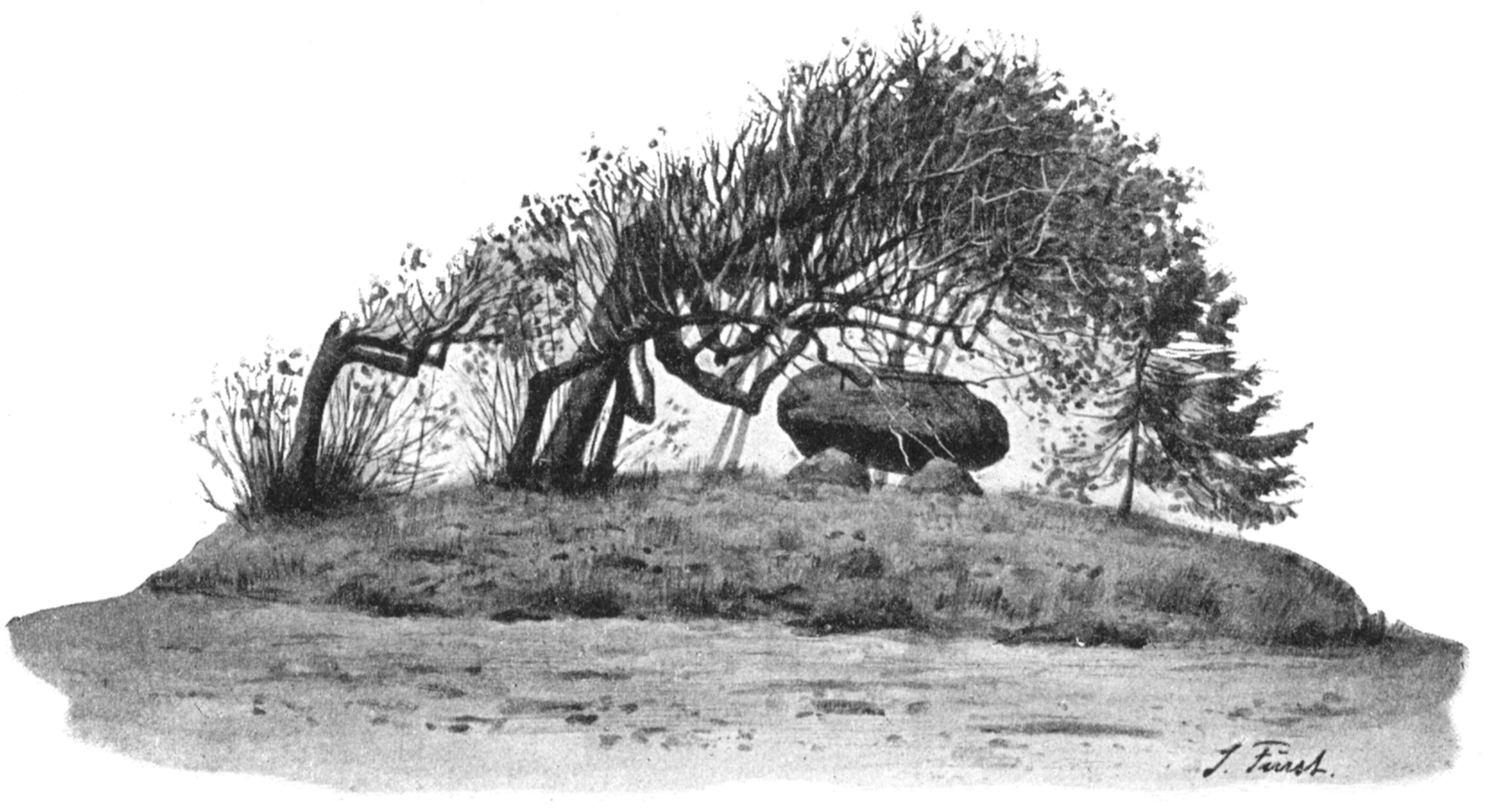
Opferstein in Albersdorf, ca. 1895

In sommige gevallen wordt het hunebed in verband gebracht met de heidense gebruiken (Opferaltar, Heidenopfertisch, Heidenstein en Großsteingrab Opferstein bij Marienborn) of de duivel, zoals Teufels Backofen, Teufels Backtrog, Teufels Teigtrog, Düwelsteene, Teufelssteine, Teufelsküche, Bei den Düvelskuhlen en Teufelsbett. Ook komt het verband met de duivel voor in de literatuur, bijvoorbeeld door de gebroeders Grimm
Bei Osnabrück liegt ein uralter Stein, dreizehn Fuß aus der Erde ragend, von dem die Bauern sagen, der Teufel hätte ihn durch die Luft geführt und fallen lassen. Sie zeigen auch die Stelle daran, in welcher die Kette gesessen, woran er ihn gehalten, nennen ihn den Süntelstein.
Er zijn diverse volksverhalen rondom de hunebedden ontstaan. Zo zouden de bouwwerken ontstaan zijn nadat reuzen of duivels met stenen door de lucht hadden gegooid.
Een ander bekend verhaal gaat over een bruid en bruidegom, waarvan de bruid werd gedwongen door haar vader met de bruidegom te trouwen. Haar hart behoorde een andere man en ze wenste dat de bruiloft niet door zou gaan, waarna zijzelf en haar bruidswagen (Brautwagen) en ook haar eigen bruidsstoet en de bruidsstoet van de bruidegom (Visbeker Braut en Visbeker Bräutigam) in stenen veranderden.
Ook worden verhalen verteld over de machtige koningen die in de hunebedden begraven zijn. Zo zou de Friese koning Surbold (Suirboldus) een bondgenoot geweest zijn van Widukind. Karel de Grote was een tegenstander van hen. Surbold zou begraven zijn in het grootste hunebed van Eemsland. Dit hunebed is vernietigd in het begin van de negentiende eeuw. De gemeente Surwold is vernoemd naar de persoon die in vele volksverhalen voorkomt. 
Karel de Grote wordt in verband gebracht met de Karlsteine (Sprockhoff-Nr. 909) bij Osnabrück. Hij zou een van de dekstenen van het hunebed hebben vernietigd met een zweep om zijn macht te tonen aan Widukind. Karel de Grote wordt met meerdere hunebedden in verband gebracht.
Hunebedden spelen een rol in het volksgeloof. Zo wordt er over Der Steinerne Schlüssel verteld dat er kinderen uit gehaald kunnen worden, voor het halen van de baby's was een sleutel nodig.

## Verschillende typen

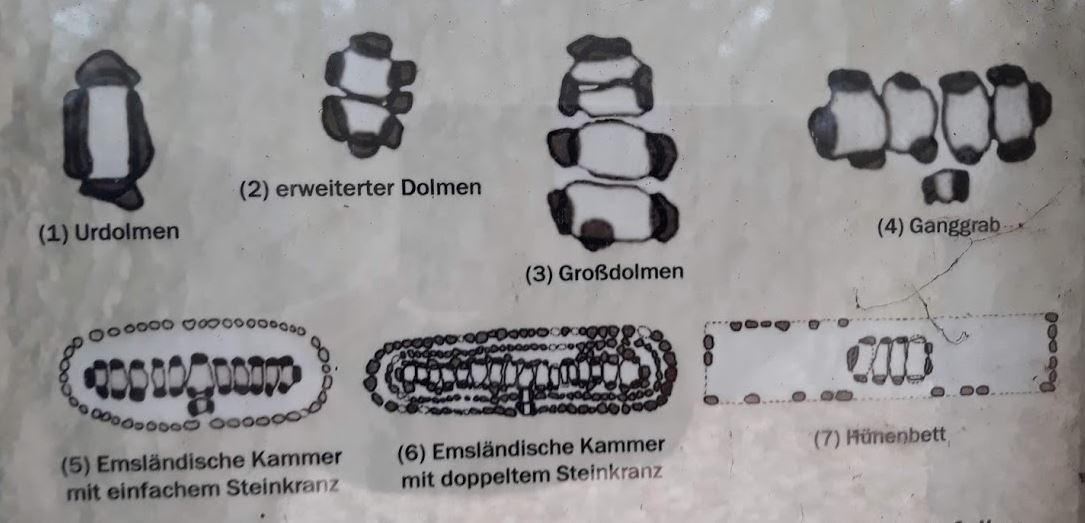
Verschillende typen in Duitsland: Urdolmen, Erweiterter Dolmen, Großdolmen, Ganggrab, Emsländische Kammer (met enkele en dubbele steenkrans), Hünenbett

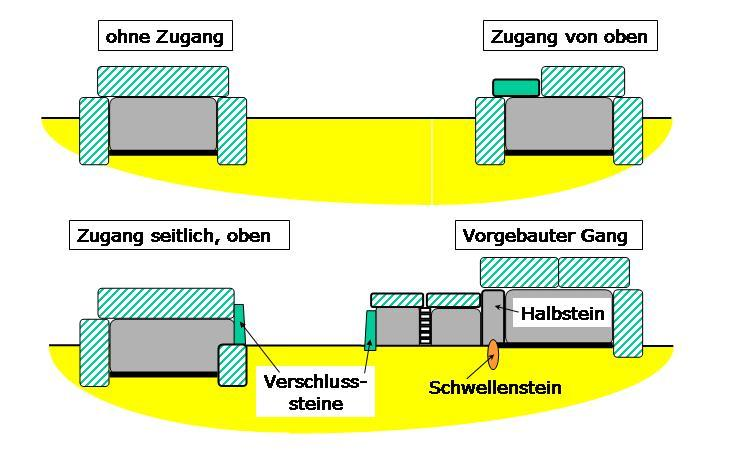
De ontwikkeling van de Blockkiste (linksboven) tot Urdolmen met gang (rechtsonder)

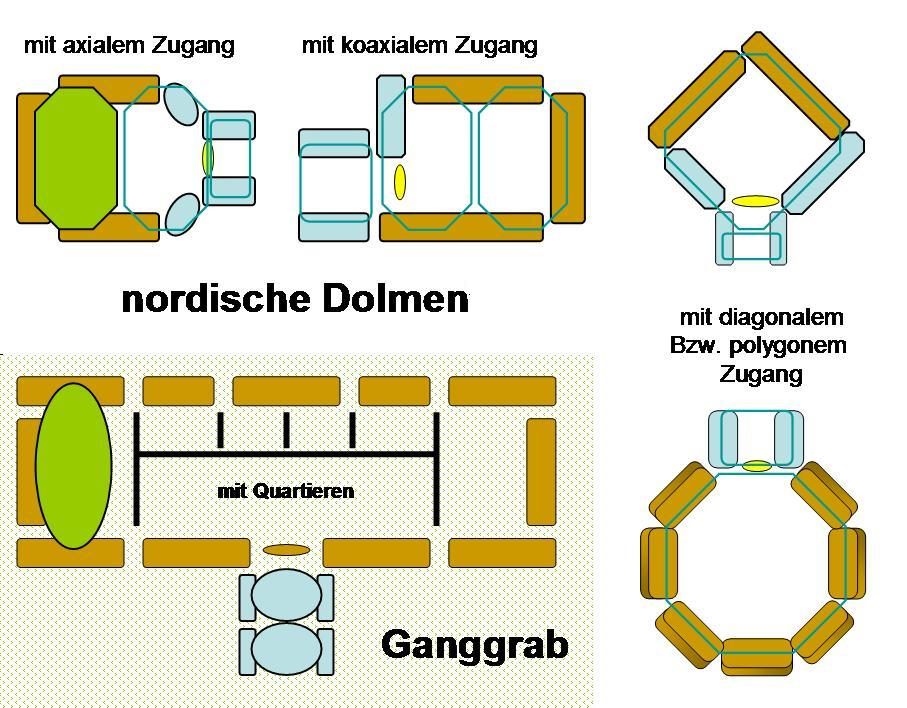
Verschillende Rechteckdolmen (boven), een Ganggrab met verschillende secties en een Polygonaldolmen (onder)

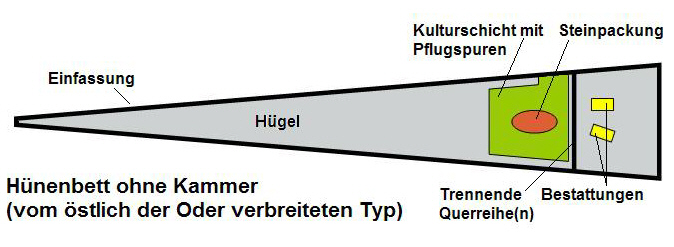
Kammerloses Hünenbett

Ewald Schuldt maakte een uitsplitsing voor de verschillende vormen van de hunebedden in Mecklenburg, deze was gebaseerd op een uitsplitsing van typen hunebedden in Denemarken:
- Urdolmen: kleine vierkante of rechthoekige grafkamer met vier draagstenen en één deksteen, met of zonder toegang.
- Rechteckdolmen of Erweiterter Dolmen: rechthoekige grafkamer met minstens vier draagstenen aan de lange zijde, twee dekstenen en een toegang aan de korte zijde.
- Großdolmen: rechthoekige grafkamer met minstens zes draagstenen aan de lange zijde, drie dekstenen en een toegang aan de korte zijde
- Polygonaldolmen: een polygonaal hunebed
- Kammerloses Hünenbett: langwerpig bouwwerk met rechthoekige of trapeziumvormige grafheuvel en met een stenen en houten ombouwing en met een steenkist of graf in plaats van een megalithische grafkamer.

Er zijn nog andere typen bekend in Duitsland:
- Ganggrab: rechthoekige, trapeziumvormige of veelhoekige grafkamer met minstens drie draagsteenparen aan de lange zijden en een toegang aan een lange zijde.
- Galeriegrab: in de bodem ingegraven rechthoekige grafkamer met toegang tot een voorruimte aan de korte zijde. Het Duitse Galeriegrab van de trechterbekercultuur lijkt afgeleid van de allée couverte van de Frans/Belgische Seine-Oise-Marnecultuur.
- Steinkiste; worden door de geringe grootte als submegalithisch gezien
- Emsländische Kammer

Op diverse hunebedden worden napjes aangetroffen, zie napjessteen, en er zijn langgraven met enorme Wächtersteine.

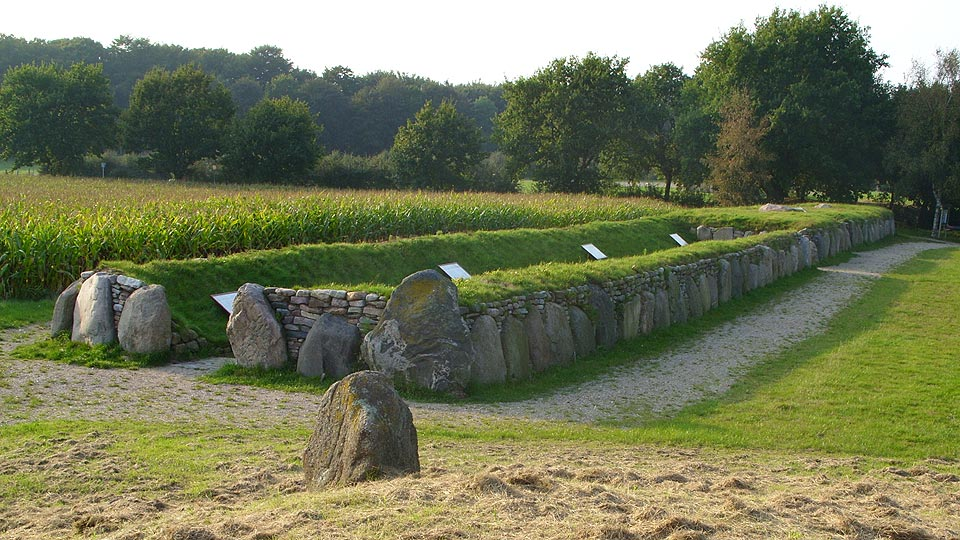
Großsteingrab Munkwolstrup 1 is het grootste gerestaureerde Großsteingrab van Noord-Europa
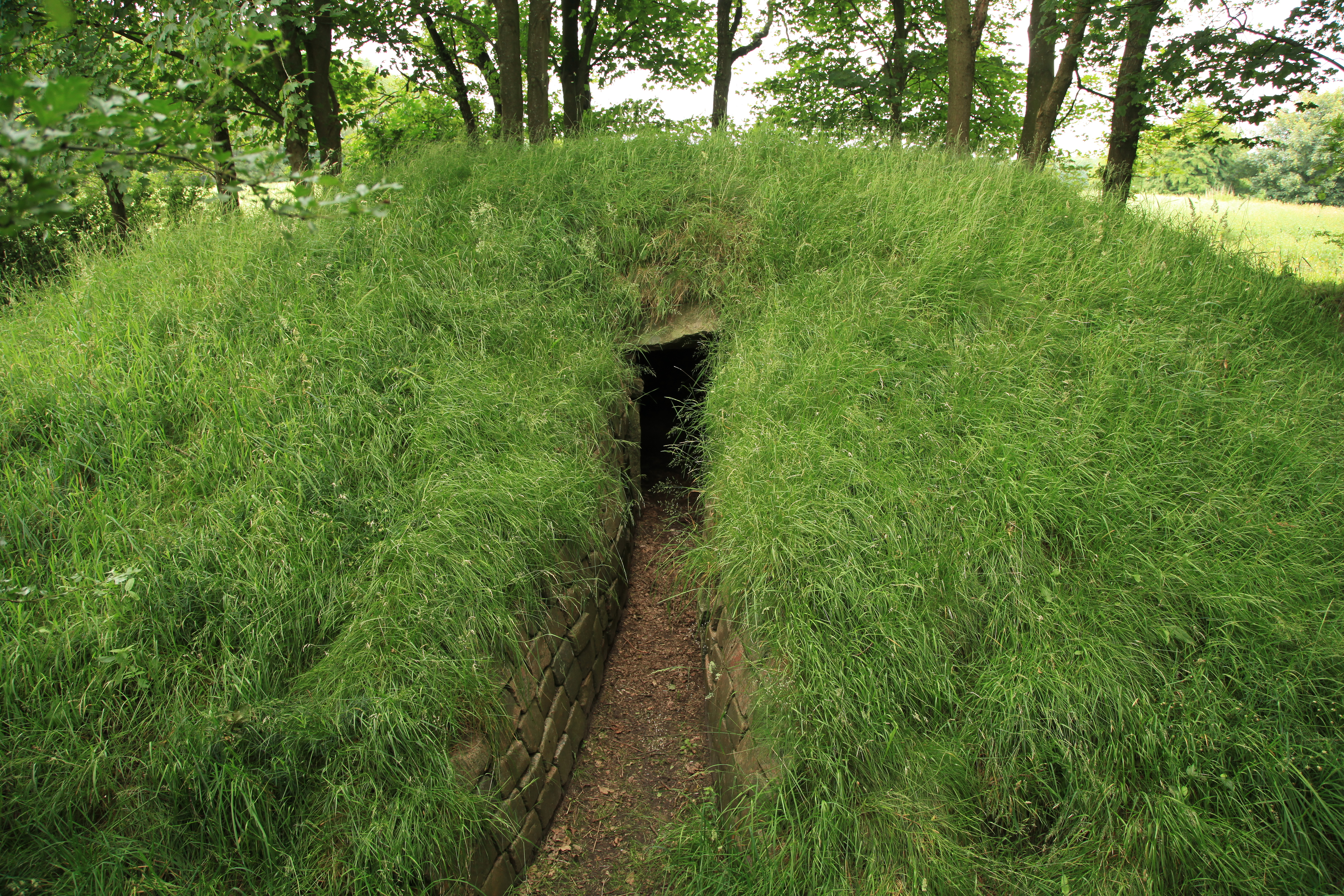
Großsteingrab Linden-Pahlkrug is een Ganggrab
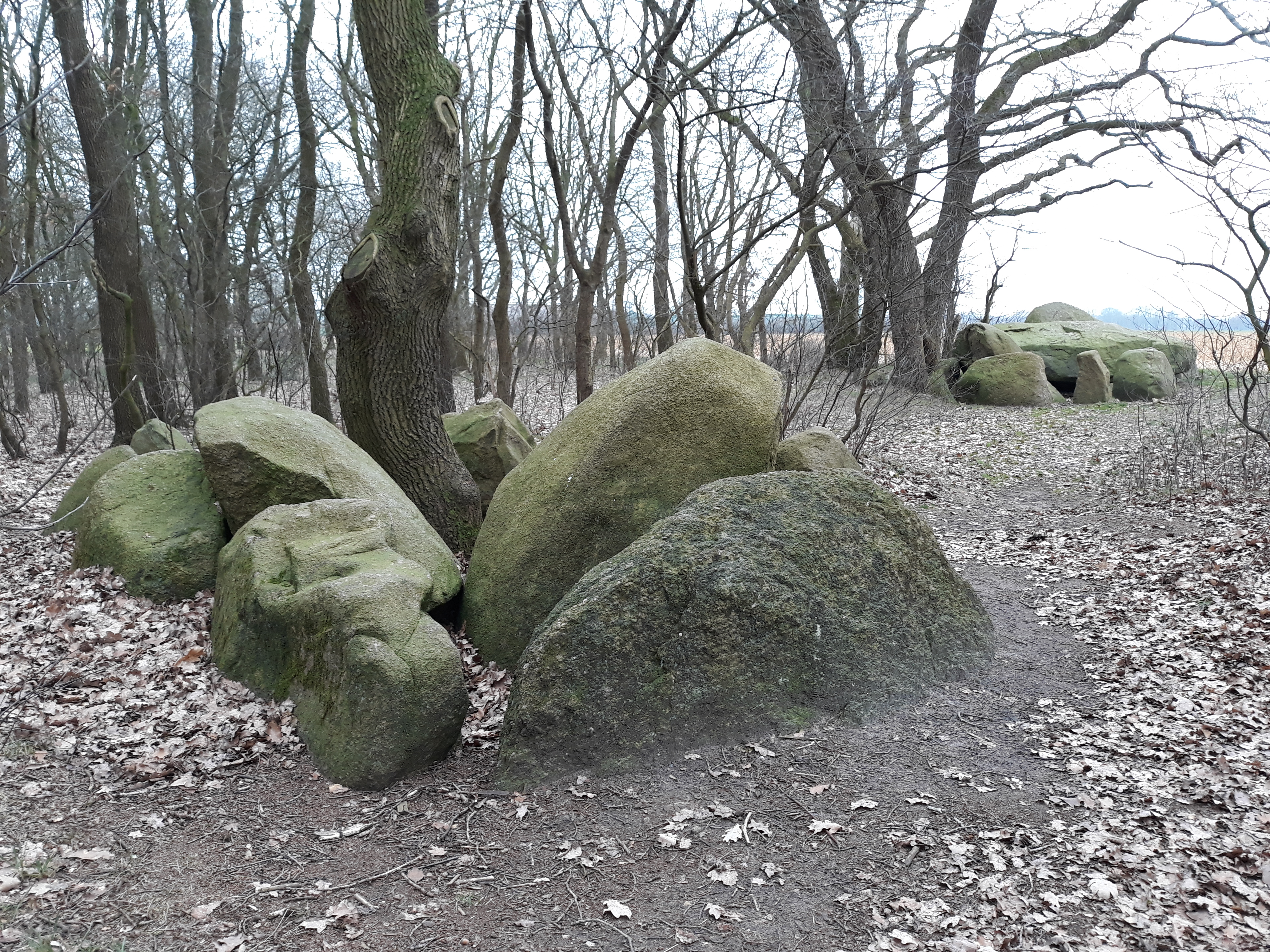
Großsteingräber auf der Buschhöhe; een ganggraf en een Großdolmen op 12 meter afstand van elkaar

Voor de Deutschen Akademie der Wissenschaften zu Berlin en het Museum für Ur- und Frühgeschichte Schwerin werden tussen 1965 en 1970 in totaal 106 van de 1145 bekende megalithische graven uitgegraven en gedocumenteerd en geclassificeerd. 
| A | Hünenbetten ohne Kammer             | komen voor in het zuidwesten van het voormalige Bezirk (district) Schwerin               |
| B | Ganggrab                            | komen voor in het noordwesten van de voormalige districten Rostock en Schwerin           |
| C | erweiterte Dolmen of Rechteckdolmen | komen voor in het Seenlandschaft van de voormalige districten Schwerin en Neubrandenburg |
| D | Großdolmen mit Vorraum              | komen voor in het noordoosten van het voormalige district Neubrandenburg                 |
| E | Großdolmen mit Windfang             | komen voor op het eiland Rügen                                                           |
| F | Steinkisten                         | komen voor in het zuidoosten van het voormalige district Neubrandenburg                  |

## Denghoog

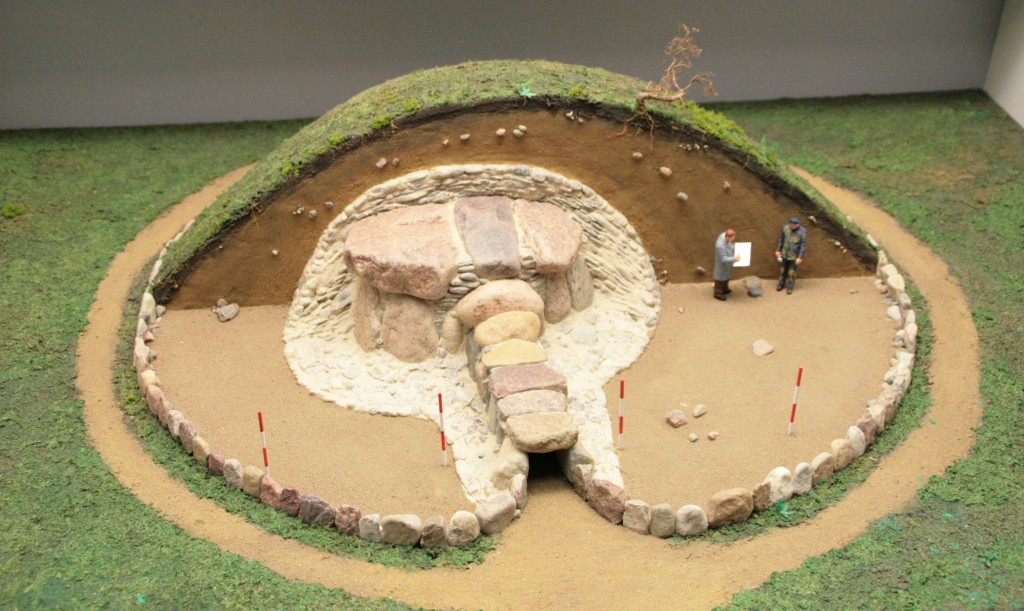
Model van Denghoog; een ganggraf afgedekt met een cairn die weer afgedekt wordt door een heuvel

Op het Duitse eiland Sylt bleek het hunebed Denghoog zorgvuldig met klei en platte stenen afgedekt te zijn, met daarover weer zand en aarde, zodat de kamer bij de opgraving in 1868, circa 5000 jaar na het laatste gebruik, nog volledig intact en droog was.
Denghoog was een thinghügel, er werd dus recht gesproken (zie ook ding).

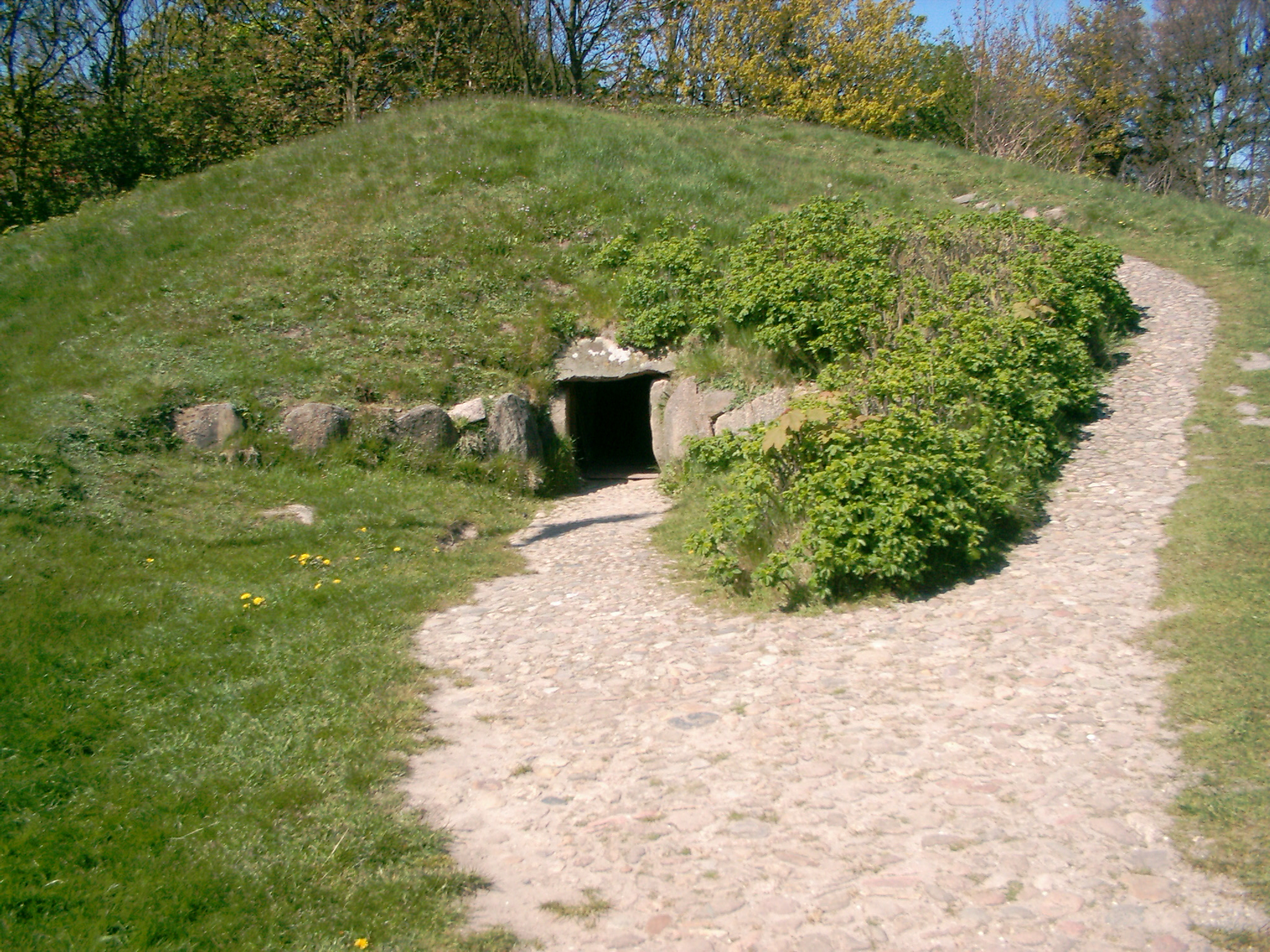
Hunebed Denghoog
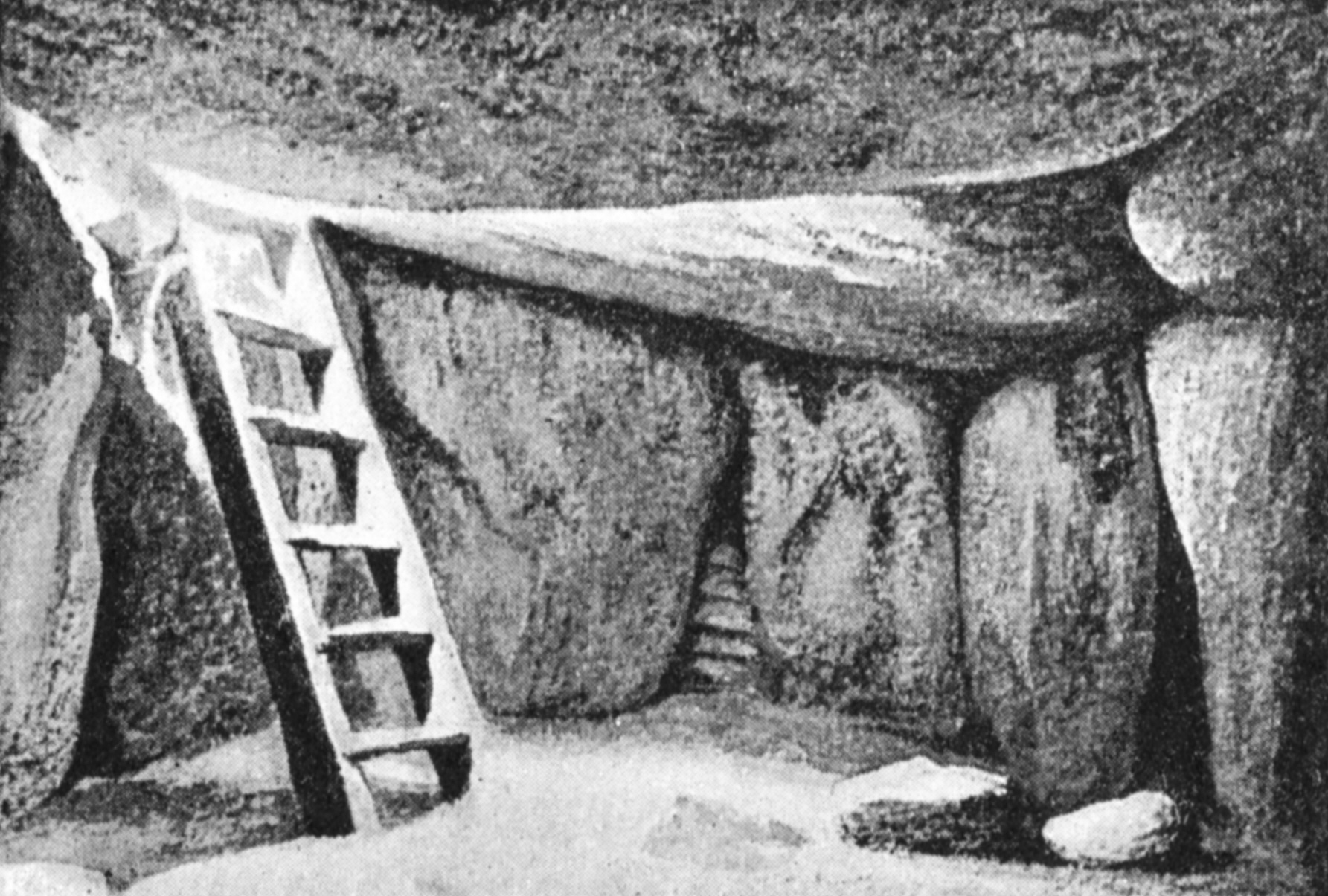
Binnenzijde van het hunebed Denghoog, ca. 1895
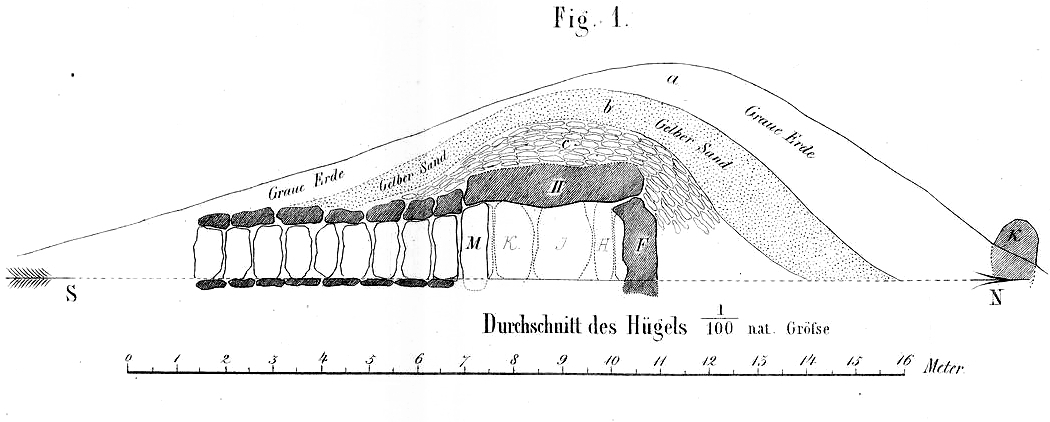
Doorsnede van Denghoog, 1869
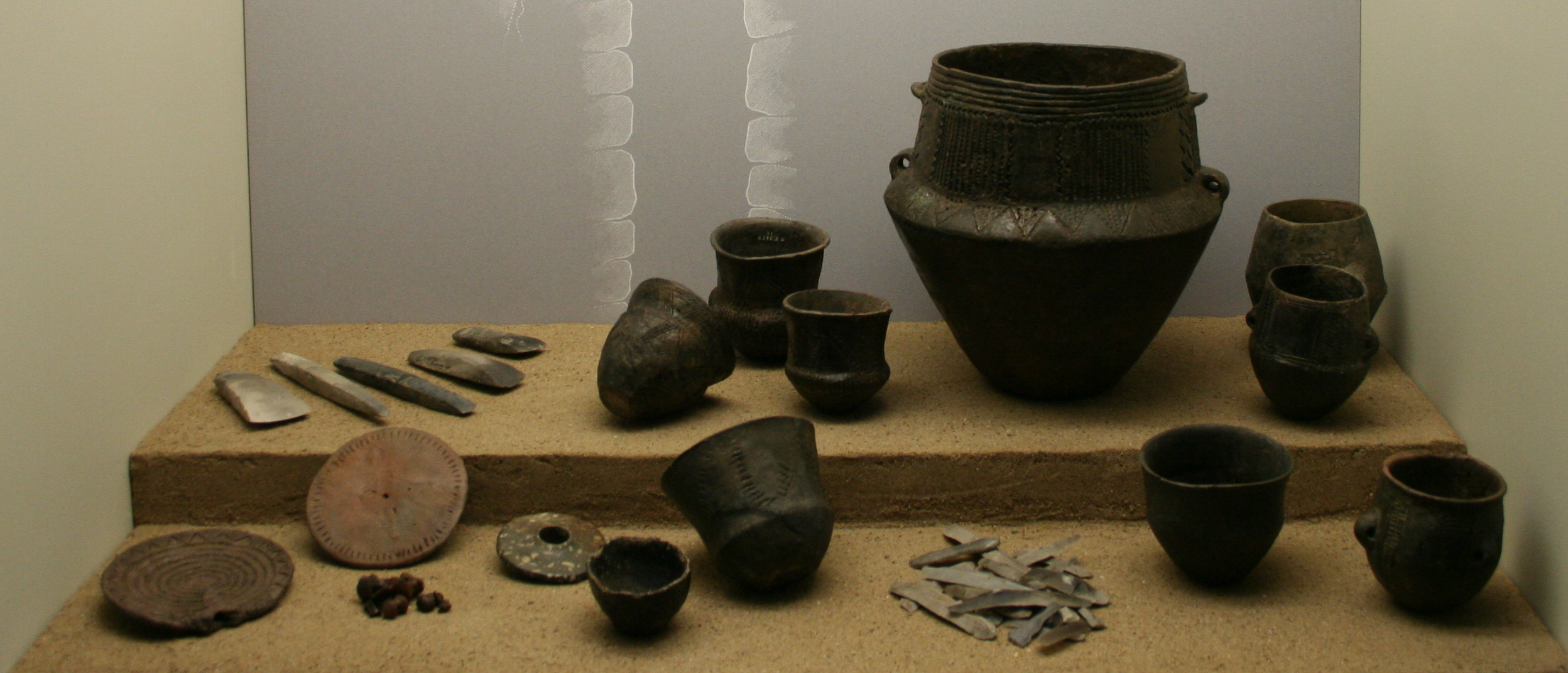
Vondsten uit Denghoog, Duitsland

## Afbeeldingen

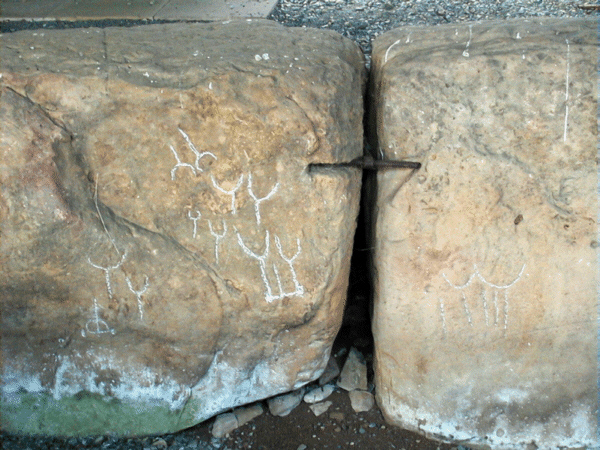
Petrogliefen op het Galeriegrab Züschen I

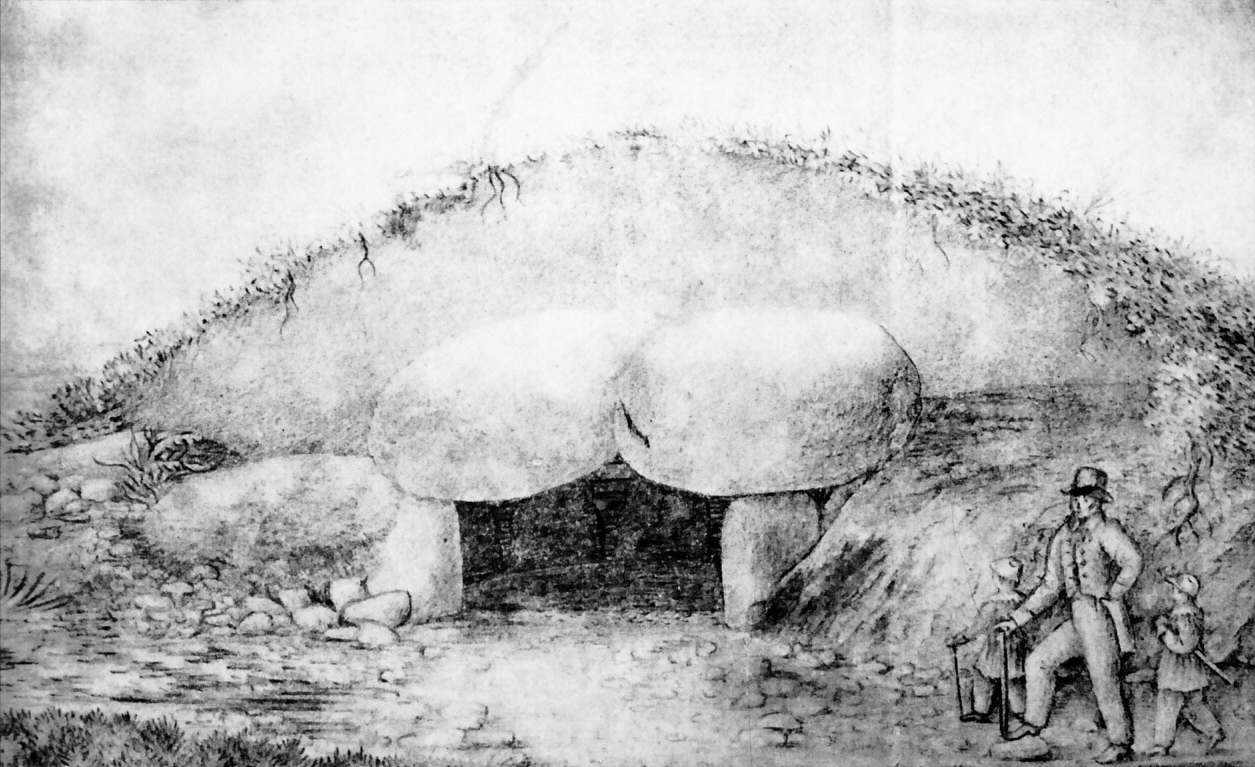
Großsteingrab Weseby bij Hürup, Ernst Sprockhoff: Atlas der Megalithgräber in Deutschland. Teil 1: Schleswig-Holstein, ca. 1837/38
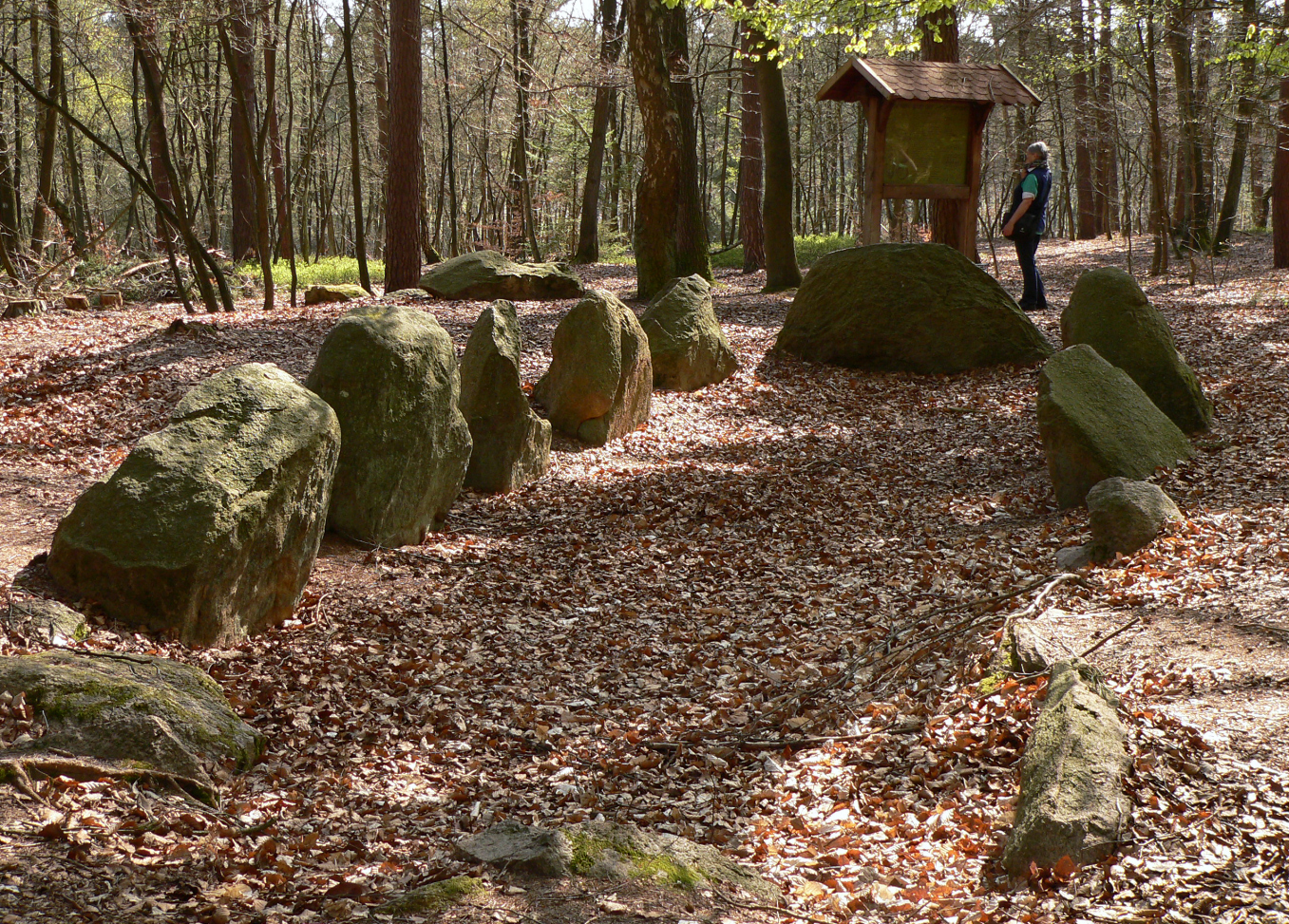
Teufelsbett in Samtgemeinde Steimbke
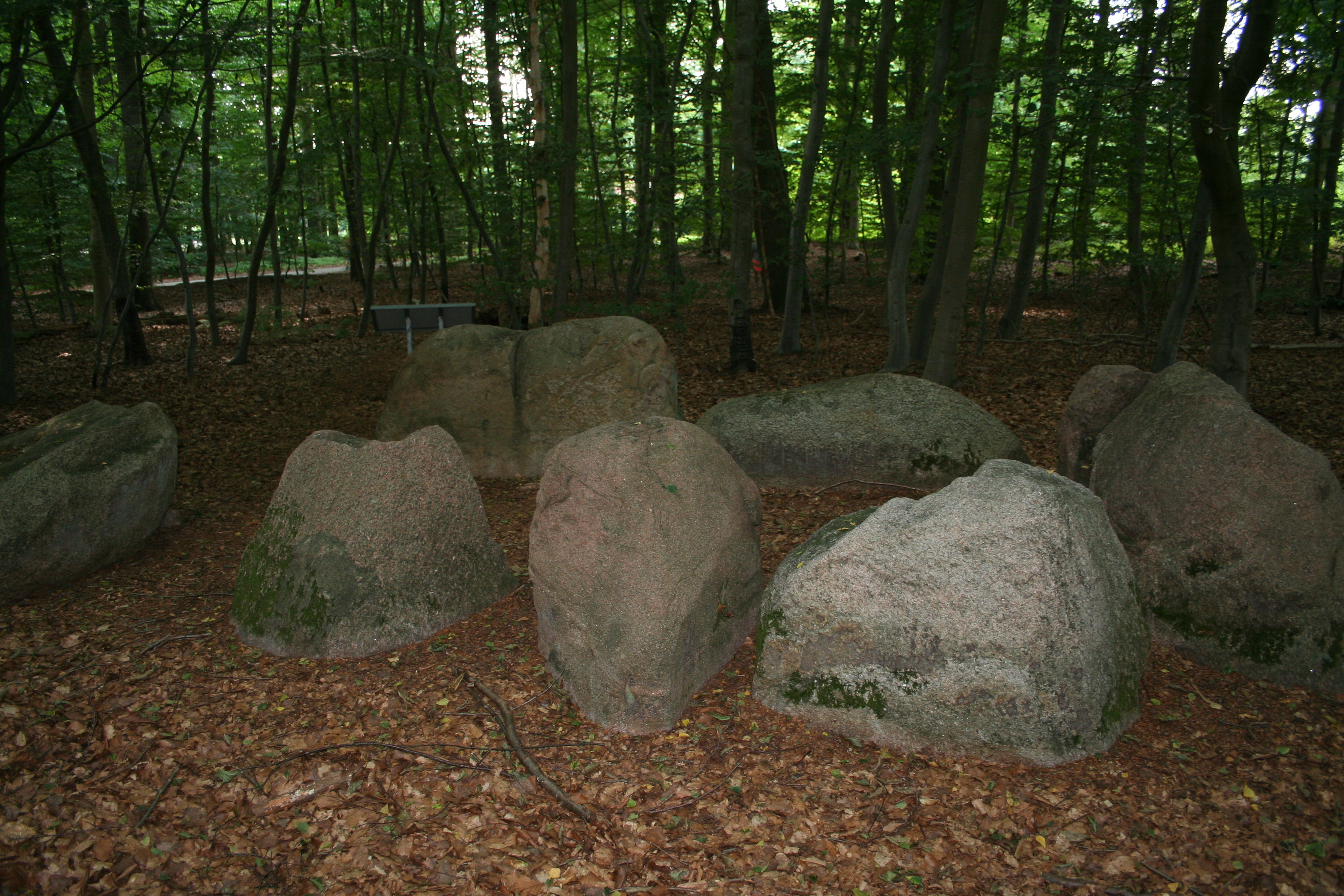
Großsteingrab Gerichtsstätte, de naamgeving komt door het gebruik om recht te spreken bij een Großsteingrab
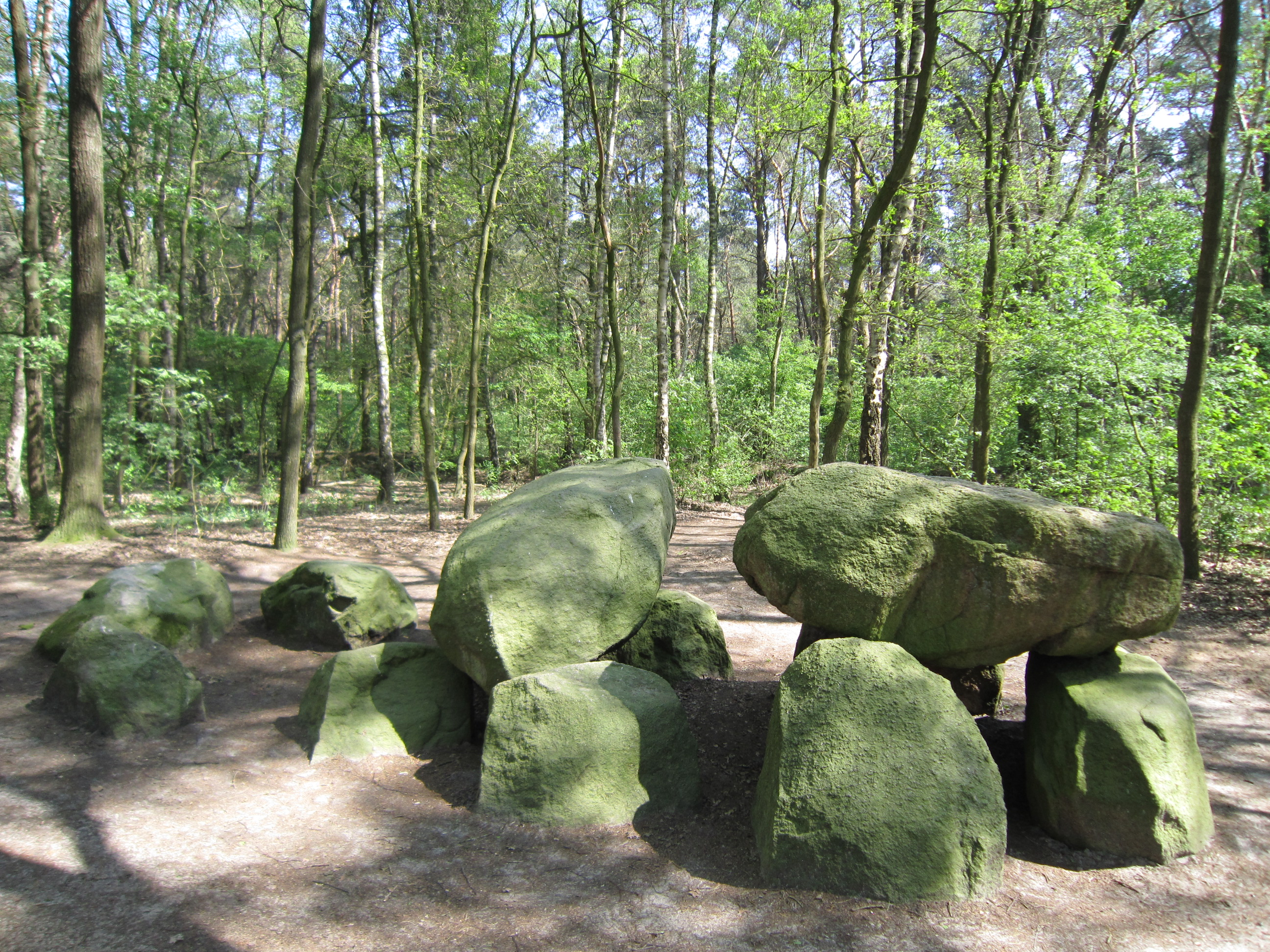
Großssteingrab Hünensteine, Lindern, Landkreis Cloppenburg
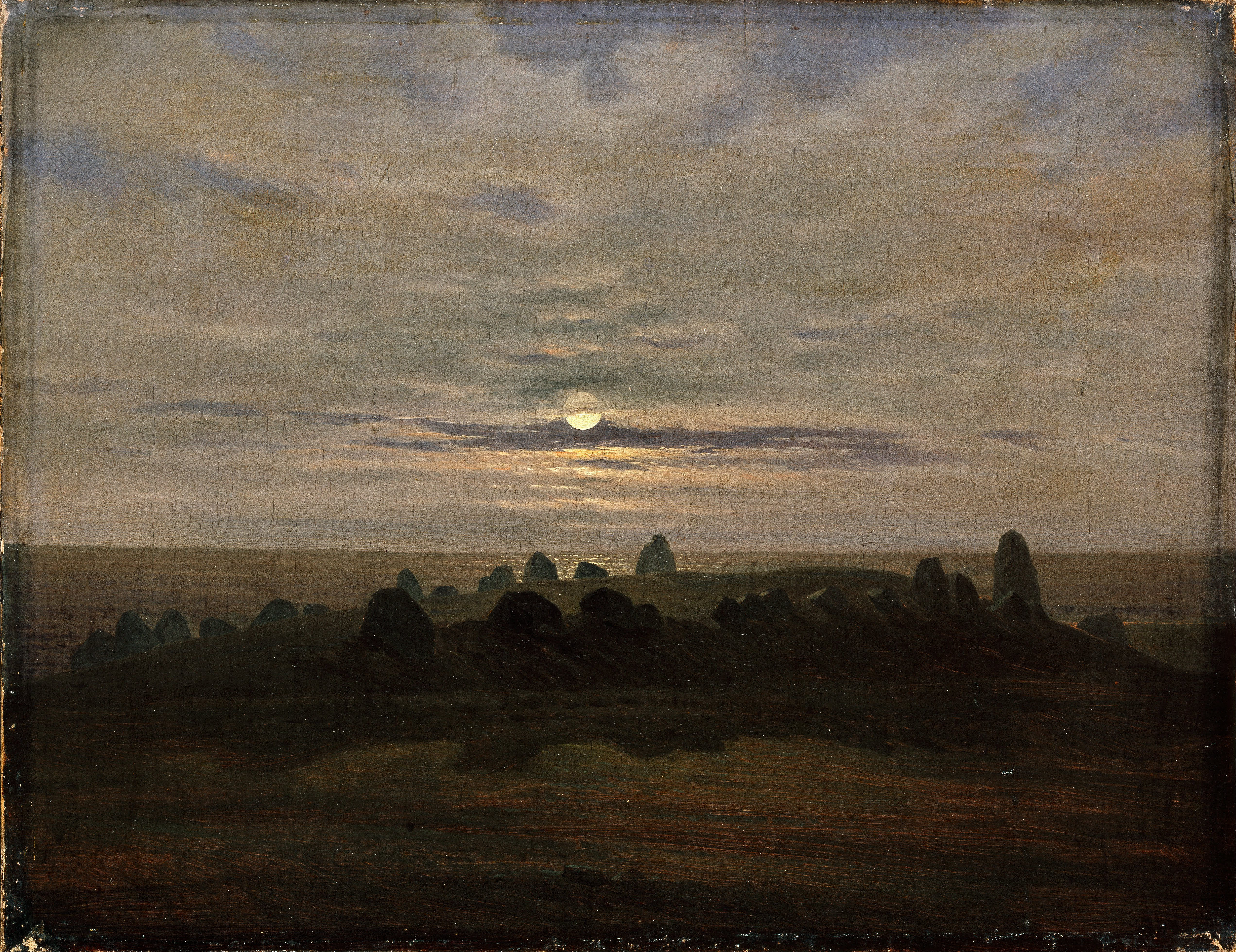
Schilderij van het hunebed bij Nobbin door Carl Gustav Carus, ca. 1820

## Lijsten

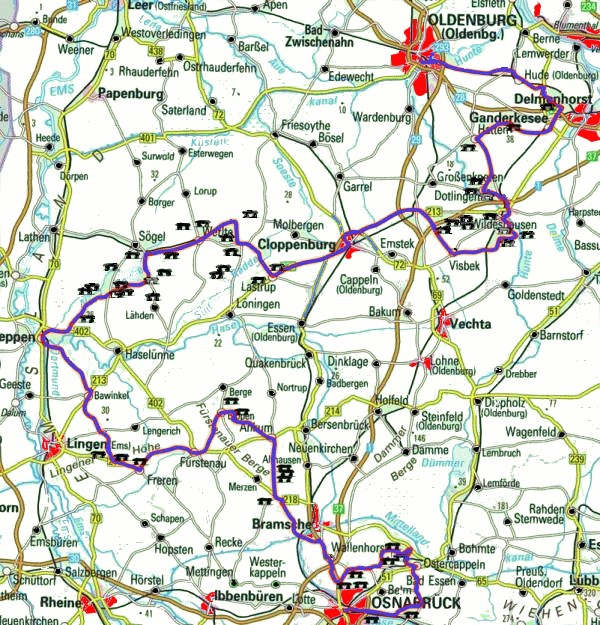
Een kaart van de Straße der Megalithkultur

De volgende lijsten bevatten alle bekende (nog bestaande of inmiddels vernietigde) hunebedden:
- lijst van hunebedden in Bremen, Hamburg en Nedersaksen,
- lijst van hunebedden in Hessen
- lijst van hunebedden in Baden-Württemberg
- lijst van hunebedden in Rijnland-Palts
- lijst van hunebedden in Brandenburg
- lijst van hunebedden in Thüringen
- lijst van hunebedden in Mecklenburg-Voor-Pommeren
- lijst van hunebedden in Saksen-Anhalt
- lijst van hunebedden in Sleeswijk-Holstein
- lijst van hunebedden in Nordrhein-Westfalen

Er is een toeristische route langs 33 plekken; de Straße der Megalithkultur.